# Gupta's
De Gupta's (Sanskriet: gupta) waren een dynastie in het noorden van zuidelijk Azië (India) tussen de laat 3e en 6e eeuw. In de 4e en 5e eeuw heersten ze over een rijk dat vrijwel het hele noorden van India besloeg. Hoewel hun rijk nooit zo groot was als het eerdere Mauryarijk of het latere Mogolrijk, worden de Gupta's als een van de belangrijkste dynastieën in de Indische geschiedenis beschouwd. Dat is vooral vanwege de maatschappelijke en culturele ontwikkelingen onder hun heerschappij. In de periode voor de Gupta's hadden invallen van volkeren uit het noordwesten politieke instabiliteit, maar ook culturele uitwisseling gebracht. Onder de Gupta's beleefde India een stabiele periode, waarin de handel met het Middellandse Zeegebied, China en Centraal- en Zuidoost-Azië grotere welvaart bracht. De wetenschap, nijverheid, literatuur en kunsten bloeiden op. De Gupta's stimuleerden een groeiende interesse in oude Vedische teksten en brahmanistische rituelen. Tegelijkertijd ontstonden nieuwe cultusvormen gebaseerd op persoonlijke devotie. Beide ontwikkelingen stonden aan de basis van het ontstaan van het moderne hindoeïsme. In de Guptaperiode had India een grote culturele invloed op andere delen van de wereld, met name Centraal-Azië, Zuidoost-Azië en China. De kunst en architectuur uit de Guptatijd zetten ook de standaard voor latere ontwikkelingen in India zelf. De politieke en religieuze instituten van de Indische maatschappij zouden vanaf de Gupta's tot de 13e eeuw ongewijzigd blijven.

## Achtergronden

### Historische bronnen

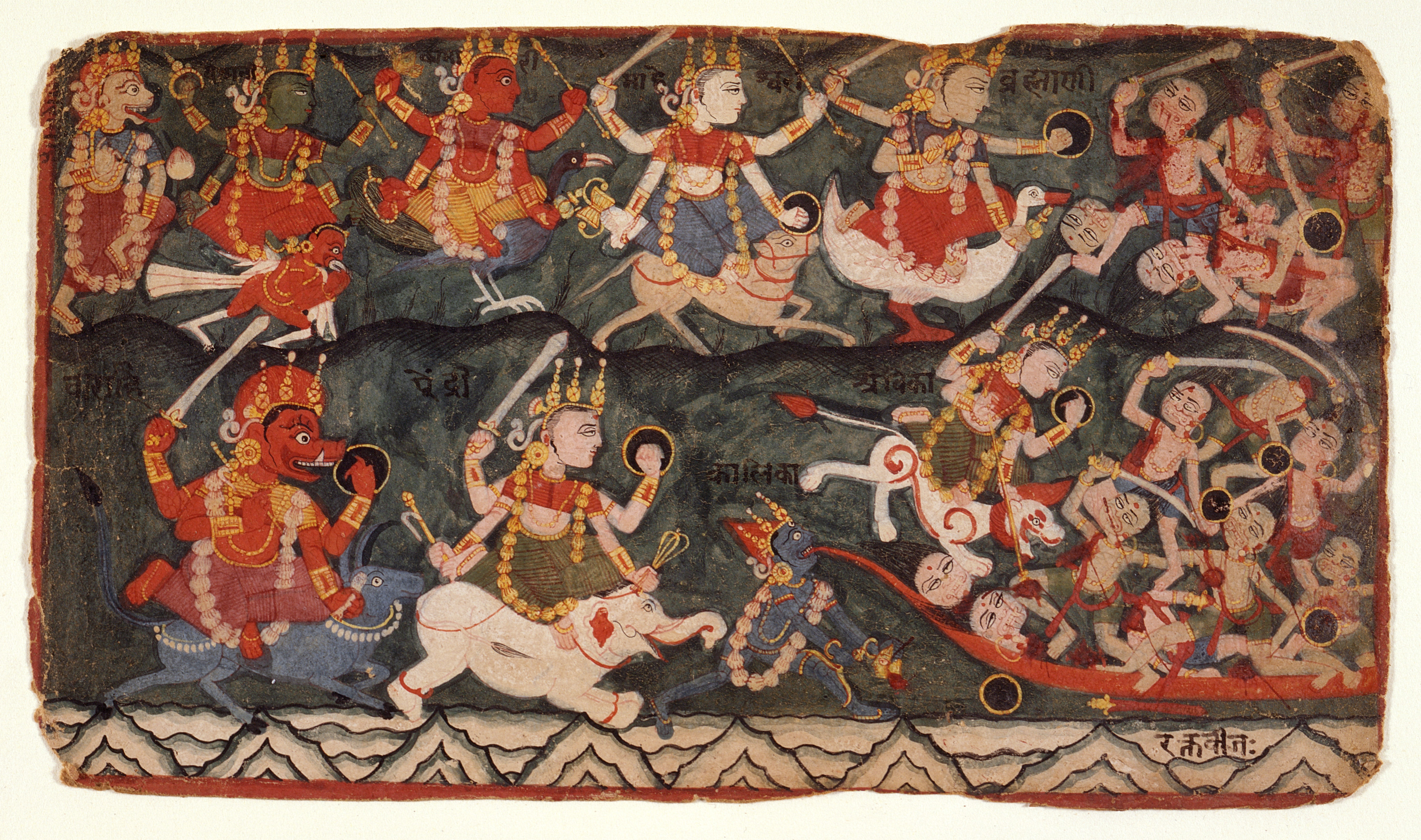
18e-eeuwse illustratie van de Devi Mahatmya, een 5e-eeuwse Puranische tekst die de godin Durga bezingt (Nepal)

In vergelijking met de klassieke periode en Middeleeuwen in Europa is dit deel van de geschiedenis van India slecht gedocumenteerd. Vaak is precieze informatie over jaartallen, veldslagen of de precieze omvang van staten en staatjes verloren gegaan. Rond de belangrijkste figuren hebben zich bovendien legendes gevormd, waarvan onduidelijk is hoeveel historische waarde ze hebben. Desondanks laat de schaarse informatie toe, een goed beeld van de algemene ontwikkelingen te reconstrueren.
De belangrijkste bronnen over de politieke gebeurtenissen zijn inscripties die de heersers lieten optekenen. Het doel was de bevolking van informatie over de macht van de heerser en zijn daden te voorzien. Deze bronnen noemen vrijwel uitsluitend positieve gebeurtenissen zoals militaire overwinningen. Omdat de inscripties van verschillende dynastieën uit dezelfde periode elkaar soms tegenspreken, moet soms aan de betrouwbaarheid worden getwijfeld. De meeste bronnen uit de Guptatijd zelf zijn geschreven in het Sanskriet, dat in de eerste eeuwen n.Chr. de taal van de religieuze en politieke elite geworden was. Het schrift dat gebruikt werd, was een variant van het Brahmischrift dat Laat-Brahmi- of Guptaschrift genoemd wordt. In veel inscripties over de daden van de Guptaheersers worden jaartallen genoemd. De Gupta's gebruikten daarbij een eigen jaartelling, die begon bij het jaar 319 n.Chr., het moment waarop Chandragupta I de troon besteeg.
Een belangrijk deel van de historische bronnen uit de Guptatijd zijn epische of religieuze teksten en literaire dramastukken. De achttien Purana's zijn hindoeïstische heilige teksten, waarvan aangenomen wordt dat ze in de Guptaperiode hun definitieve vorm aannamen. In deze teksten komen op sommige plekken korte verwijzingen voor naar historische gebeurtenissen in het Guptarijk. Onder literaire bronnen zijn de werken van de dichter Kalidasa. Teksten uit die tijd geven een indruk van de sociale en economische omstandigheden binnen het rijk en de hiërarchie, intriges en etiquette aan het hof. Soms wordt in dit soort teksten bovendien terzijde naar gebeurtenissen verwezen waarvan bekend is dat ze wel degelijk een historische achtergrond hebben. Andere literaire bronnen zijn heldendichten die de daden van de Guptaheersers bezingen.
Er zijn ook enkele historische kronieken die de Gupta's behandelen, maar deze zijn van later datum. De belangrijkste zijn Banabhatta's Harshacharita uit de 7e eeuw en teksten van het mahayanaboeddhisme, de Manjusri Mulakalpa, die geacht worden rond de 7e eeuw samengesteld te zijn. Daarnaast zijn er verslagen van Chinese monniken die India bezochten op zoek naar boeddhistische heilige geschriften. Voor de Gupta's is het belangrijkste reisverslag dat van Fa Xian, die India bezocht tijdens de regering van Chandragupta II. Andere Chinese reisverslagen zijn na de val van het Guptarijk geschreven en blikken terug op de gebeurtenissen.

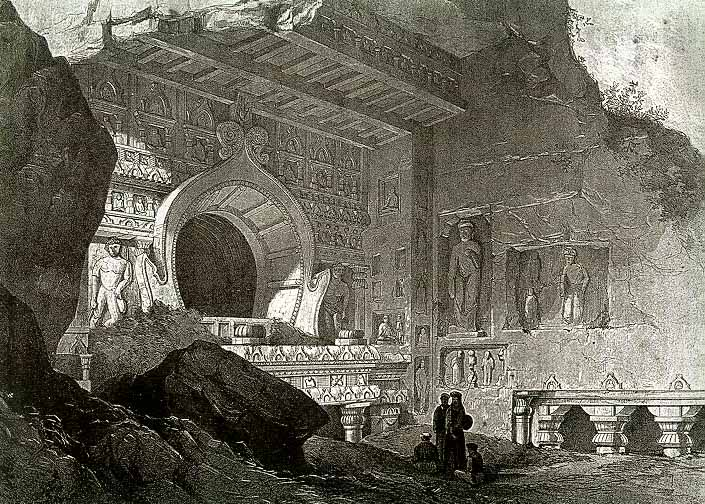
Schets van de toegang tot de grottempel (chaitya) grot 19 in Ajanta, door de Schotse tekenaar en architect James Fergusson in 1845. Onder invloed van romantisch oriëntalisme bij de Britse koloniale machthebbers werd in de loop van de 19e eeuw het eerste systematisch historisch onderzoek verricht

### Historiografie
Het historisch onderzoek naar de Indiase geschiedenis ontstond in de vroege 19e eeuw. In de vroege koloniale periode heerste onder de Britse overheersers een soort romantisch oriëntalisme, waaruit veel onderzoek in de geografie, cultuur, bevolking en geschiedenis van India voortkwam. Een belangrijke stap was de ontcijfering van het Brahmischrift in 1837 door James Prinsep. Dit maakte de weg vrij om archeologische vondsten in een chronologisch kader te zetten, zoals gedaan werd door Alexander Cunningham (1854) en John Faithfull Fleet (1888). Veel van de aannames van deze historici zouden later onjuist blijken. De eerste historicus die de Gupta's een belangrijke plek in de Indiase geschiedenis toeschreef was V.A. Smith in 1904. Tegelijkertijd zorgden archeologische ontdekkingen voor nieuw bronmateriaal. Ondanks de groeiende kennis over de Gupta's waren de Britse koloniale historici verre van onbevooroordeeld. Britse politieke doeleinden bepaalden vaak hoe de Indiase geschiedenis geportretteerd werd. Op teleologische wijze werd de geschiedenis beschreven als een lange ontwikkeling met Britse heerschappij als logisch eindresultaat. De Gupta's werden gepresenteerd als vertegenwoordigers van een zuivere Indiase cultuur, uit een periode voor moslims het Subcontinent veroverden - moslims waarvan India door de Britten bevrijd moest worden.
Werk van Indiase historici van de vroege 20e eeuw kenmerkt zich door een sterke focus op de politieke geschiedenis. De hindoenationalisten van de vroege 20e eeuw plaatsten net als de Britse kolonialisten de Gupta's in een te positief daglicht. Voor hen was de Guptatijd een Gouden Eeuw waarin hindoes India bestuurden, een situatie die ze zelf ook nastreefden. Pas in de jaren 1960, lang na de onafhankelijkheid, begonnen minder bevooroordeelde duidingen van de Indiase geschiedenis in zwang te raken.
Enige tijd was een marxistische interpretatie in zwang, waarin het eerste millennium gezien werd als een periode van groeiende feodalisering. De Indiase maatschappij en economie zouden zich steeds meer van de stad naar het platteland verplaatst hebben, wat politieke regionalisering en versnippering tot gevolg had. Het Guptarijk werd beschouwd als een van de laatste grote rijken, die gedoemd zouden zijn uiteen te vallen in kleinere staatjes. Ook deze manier om de Indiase geschiedenis te duiden is niet langer gangbaar. Dankzij werk van onder andere de Duitse indoloog Hermann Kulke in de jaren 1980 wordt de regionalisering juist als een gevolg van staatsvorming gezien, zij het op regionaal niveau. Tijdens de Gupta's en de erop volgende eeuwen kregen plaatselijke machthebbers door middel van lenen steeds meer macht over het land, wat ten koste ging van de macht van de steden en hogere machthebbers.

### Voorgeschiedenis
Rijken die het gehele Subcontinent omvatten zijn in de Indiase geschiedenis eerder uitzondering dan regel. Het Subcontinent was simpelweg te groot om door een enkele macht bestuurd te worden. De periode van de Gupta's was een van de uitzonderingen, maar niet de eerste. Die eer gaat naar het Mauryarijk, dat in de 2e eeuw v.Chr. vrijwel heel India besloeg. De Mauryakeizer Asoka verspreidde het boeddhisme over India, waarmee een einde kwam aan de dominantie van het brahmanisme. De bureaucratische methode om een rijk als dat van de Mauryadynastie te besturen was vergelijkbaar met die in Mesopotamië, maar het ontbrak de heersende kasten aan voldoende loyaliteit van de andere kasten om voor langere tijd een stabiel rijk te vormen. Na de val van het Mauryarijk volgden vijf eeuwen van politieke versnippering en fragmentatie. Deze versnippering werd verder in de hand gewerkt door invallen van volkeren uit Centraal- en Zuidwest-Azië. Dat het paard niet kon gedijen op het Indisch Subcontinent droeg daaraan bij, doordat nomadische invallen moeilijk konden worden weerstaan en nomadische heersers daarna verschillende malen een rijk konden stichten.

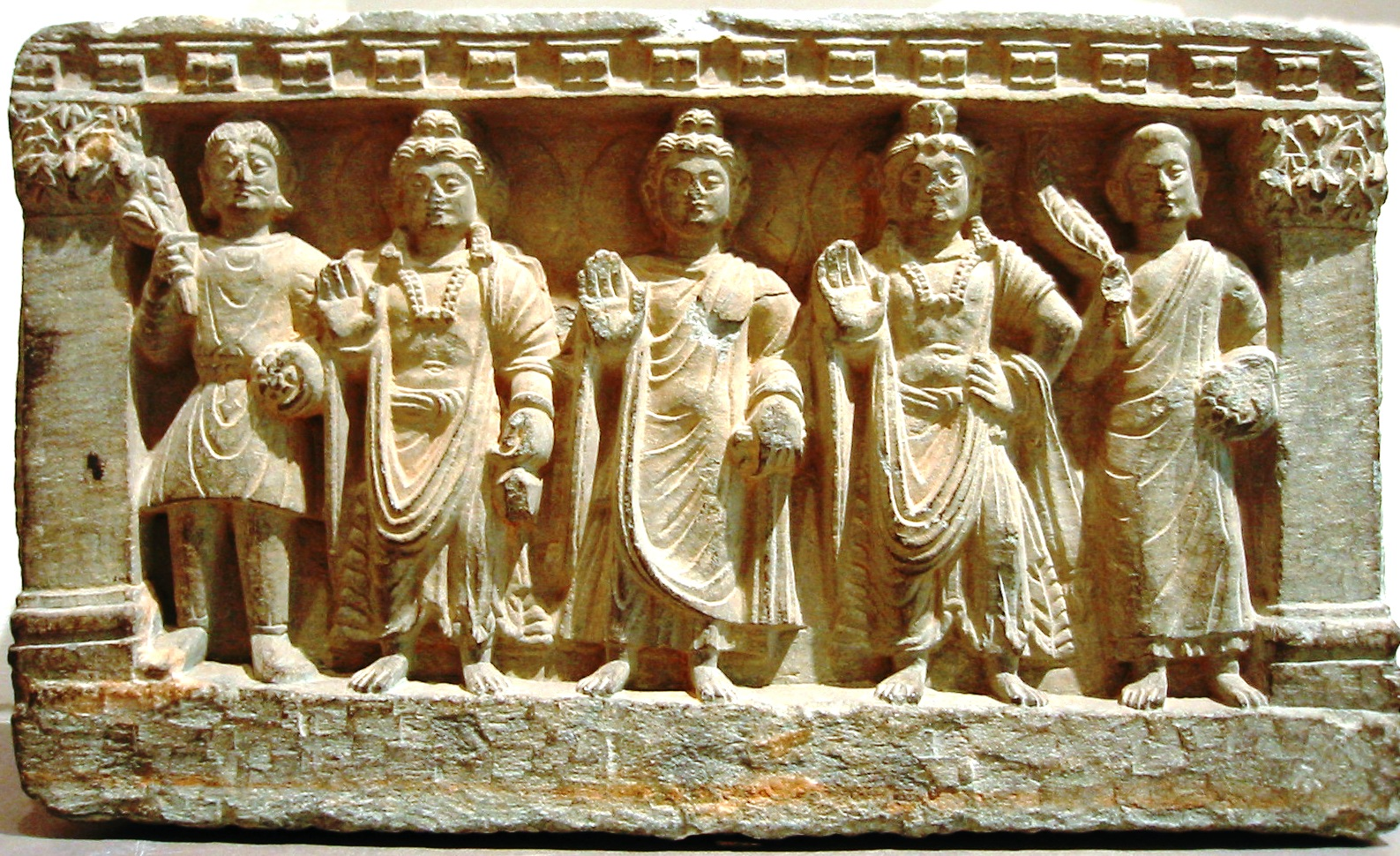
Een boeddhistisch reliëf uit het Kushanarijk. Van links naar rechts een Kushana, de bodhisattva Maitreya, de historische Boeddha, de bodhisattva Avalokitesvara en een boeddhistische monnik. Gandhara, 2e of 3e eeuw n.Chr.

De eerste van deze invallers waren de Macedonische legers van Alexander de Grote in de 4e eeuw v.Chr. geweest. In zijn kielzog hadden zich Indo-Griekse kolonisten in het noordwesten van India gevestigd. Deze Indo-Grieken vestigden in de 2e eeuw v.Chr. een rijk in het noorden van India, maar waren niet de laatste vreemde invallers: in de eerste eeuw v.Chr. volgden Indo-Scythen, een volk uit Centraal-Azië; in de eerste eeuw n.Chr. de Indo-Parthen uit het zuidwesten van Azië; en ten slotte de eveneens van de Centraal-Aziatische steppes afkomstige Kushana's. De laatsten stichtten een groot rijk, dat deels in het noorden van India en deels in Centraal-Azië lag. Indo-Scythische dynastieën heersten in dezelfde periode over grote delen van Centraal- en West-India. De belangrijkste van deze dynastieën waren de zogenaamde westelijke satrapen in Gujarat en de noordelijke satrapen in Malwa en rond de stad Mathura. De laatsten waren door de Kushana's tot vazallen gemaakt.
De assimilatie van al deze nieuwe groepen volgde een vergelijkbaar patroon, waarbij de nieuwelingen geleidelijk aangepast raakten aan hun nieuwe thuisland. Zo bekeerden veel Indo-Grieken en Kushana's zich tot het boeddhisme, een van oorsprong Indische godsdienst. De culturele en technologische uitwisseling verliep echter in twee richtingen. Inscripties uit de tijd laten zien hoe een koning van een oorspronkelijk Centraal-Aziatisch ruitervolk de Vedische regengod Indra aanbad; de munten die Indo-Scythische en inheems Indische heersers lieten slaan waren gebaseerd op Griekse ontwerpen.
Hoewel de oorspronkelijke bevolking de nieuwkomers aanvankelijk als onreine vreemdelingen (mleccha) beschouwde, wisten ze in de loop van de eeuwen in India's ingewikkelde sociale stelsel van kasten en jati's te integreren. Naast politieke fragmentatie en oorlogen vond culturele uitwisseling plaats, met een ongekende opbloei van nieuwe stijlen in kunst, ambachten en literatuur tot gevolg. Daarnaast bloeide de handel dankzij de toenemende vraag naar Indische specerijen in het Romeinse Rijk. Het Kushanarijk maakte een handelsverbinding met Centraal-Azië mogelijk, waarvandaan over land naar China en Europa verder kon worden gereisd over de Zijderoute.
In het zuiden van India en de Dekan (Centraal-India) hadden de invallen vanuit het noorden nauwelijks invloed. Hier heersten lokale dynastieën zoals de Satavahana's en Vakataka's in de Dekan en de Chera's en Pallava's in het uiterste zuiden.
In het begin van de 3e eeuw n.Chr. verdween de macht van de Kushana's over het noorden van India. De nieuwe Sassanidendynastie uit Perzië wist de Kushana's te verslaan en hun thuisland (Bactrië en Gandhara) te onderwerpen. Lokale heersers in de Indusvlakte zagen daarna de kans schoon zich van de overheersing van de Kushana's te ontdoen. Ook in de Gangesvlakte, waar de Gupta's oorspronkelijk waarschijnlijk onbeduidende vazallen van de Kushana's waren, viel het gezag van de Kushana's geleidelijk weg. Wat overbleef in het noorden van India was een mozaïek van lokale staatjes en vorstendommen. Een van die staatjes werd geregeerd door de stamvader van de Guptadynastie.

## Politieke geschiedenis

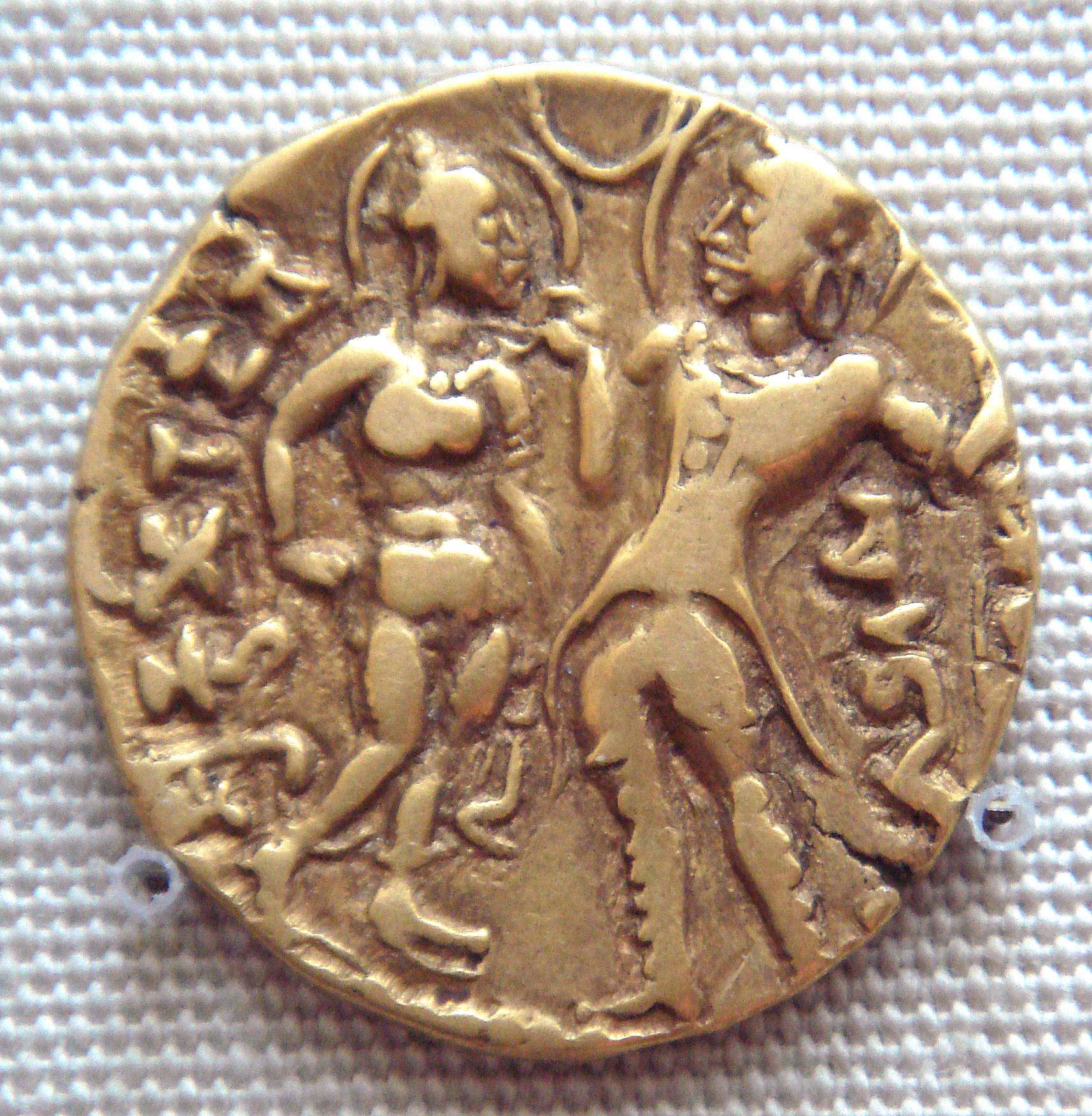
Gouden munt met de afbeelding van Chandragupta I en zijn vrouw Kumaradevi. Kumaradevi was een prinses van de Licchhavidynastie en een belangrijke factor achter de opkomst van de Guptakeizers

### Begin van het Guptarijk
De Gupta's hadden een nederige oorsprong als lokale heersers over een klein gebied in de centrale Gangesvlakte. Waarschijnlijk waren ze lid van de vaishyakaste. Waar hun oorsprongsgebied precies lag is onbekend, maar het moet ergens in het oosten van het huidige Uttar Pradesh zijn geweest. Aan de onbeduidendheid kwam een einde met de regering van Chandragupta I. Er zijn van deze vorst twee voorgangers bekend. De oudste van die twee, Sri Gupta, wordt genoemd als benefactor van boeddhistische pelgrims in Sarnath, dat zeer waarschijnlijk in zijn gebied lag. Hij moet in de tweede helft van de 3e eeuw geregeerd hebben. Mogelijk was hij een van de lokale machthebbers die na het wegvallen van de macht van de Kushana's zelfstandig werden. Zijn opvolger, Ghatotkachagupta, was mogelijk een zoon. Beiden worden maharaja (grote koning) genoemd, terwijl Chandragupta zich maharajadhiraja (koning der koningen, oftewel keizer) liet noemen. Hoewel wel gesuggereerd is dat de eerste twee Guptaheersers de Kushana's nog als opperheer erkenden, is hier geen bewijs voor.
Rond 308 n.Chr. huwde prins Chandragupta een prinses uit de machtige Licchavidynastie. De Licchavi's waren een georganiseerde verzameling clans. Zo'n gana, ook wel sangha of gana-sangha, wordt wel als een soort aristocratische republiekje gezien, maar dit is wat misleidend, het waren meer tribale oligarchieën. Zij bestuurden een gebied in het noorden van het huidige Bihar en oosten van Nepal. Zijn huwelijk in deze machtige familie hielp Chandragupta erkend te worden door de lokale heersers en bestuurders in de gehele oostelijke Gangesvlakte. De band met de Licchavi's was zo belangrijk, dat Chandragupta munten liet slaan waarop hij samen met zijn vrouw Kumaradevi staat afgebeeld. Zijn opvolger Samudragupta noemde in inscripties zijn afstamming van moeders zijde, niet die van zijn vaders zijde. Dit was zeer ongebruikelijk en laat zien dat de connectie met de Licchavi's een beslissende factor was bij de opkomst van de Gupta's.
Het jaar waarin Chandragupta I de troon besteeg was waarschijnlijk 319, en daarna moet hij nog meer gebied veroverd hebben, hoewel geen verslagen van deze militaire successen bewaard zijn. De Purana's suggereren echter dat hij onder andere Magadha, Prayaga (Allahabad) en Saketa (Avadh) onderwierp. Bij de dood van Chandragupta I in 335 besloeg het rijk daarom de gehele centrale Gangesvlakte en eraan grenzend gebied in Nepal en Bihar.

Het Guptarijk en zijn buren rond 375. Cursief de namen van regerende dynastieën. De kernregio is het gebied waar de Guptakeizer directe politieke macht had, de buitengrenzen geven ongeveer aan welke gebieden tribuut afdroegen aan de Gupta's

### Het rijk op zijn hoogtepunt
Chandragupta's opvolger Samudragupta was een zeer succesvol veroveraar. Samudragupta liet een inscriptie over zijn overwinningen na in de pilaar van Prayaga, die Asoka vijf eeuwen eerder had laten oprichten. De inscriptie geeft een opsomming van heersers die door Samudragupta werden onderworpen. Hoewel veel namen niet identificeerbaar zijn, is duidelijk dat Samudragupta zijn rijk in het westen tot aan Mathura uitbreidde. Hij zou een opmerkelijke veldtocht dwars door Orissa naar het zuiden hebben geleid, waar hij tot aan Kanchipuram, de hoofdstad van de Pallava's kwam. Om zijn overwinningen te vieren en zijn status als keizer te bevestigen liet hij het brahmanistische paardenoffer uitvoeren, een ritueel dat in de eeuwen sinds Asoka onder invloed van het boeddhisme in onbruik was geraakt. Samudragupta was niet alleen een capabel militair leider, hij was ook een patroon van dichters, kunstenaars en geleerden, die hij naar zijn hof trok.

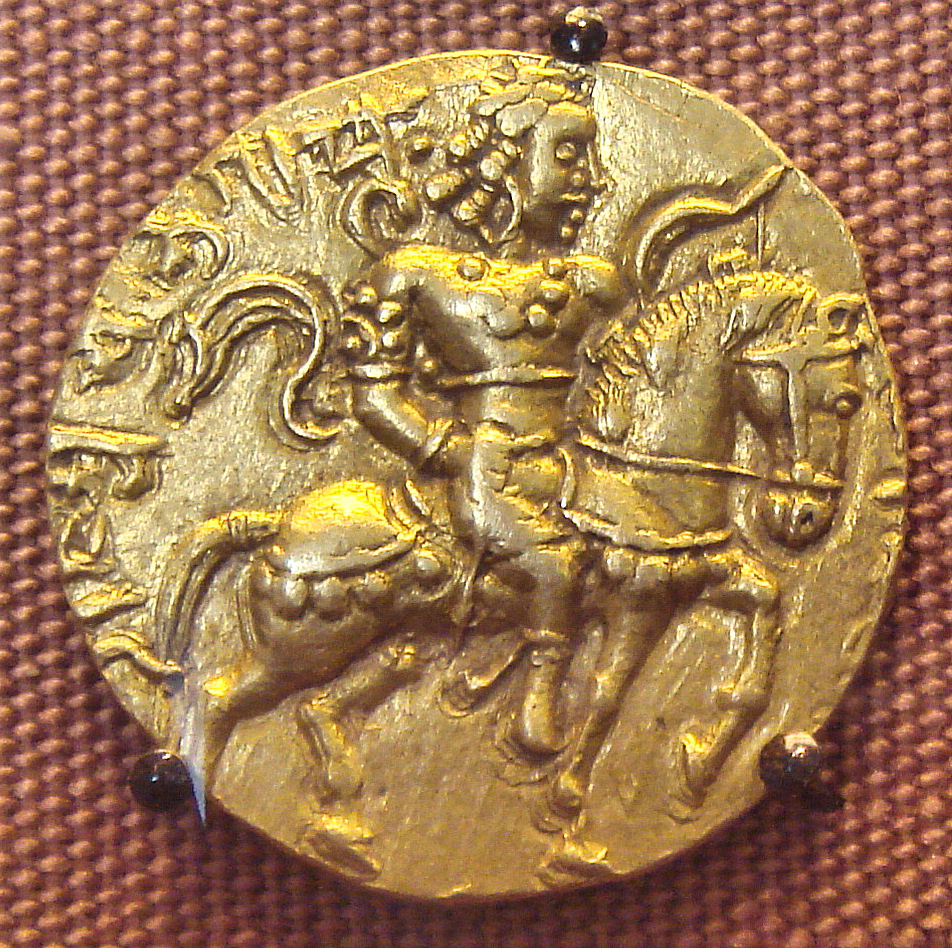
Gouden munt met ruiterafbeelding van Chandragupta II

Het Guptarijk op haar hoogtepunt rond 450. De grens van tribuutplichtige gebieden is met een roze lijn aangegeven. Het Vakatakarijk, waarmee een innig bondgenootschap bestond, is in blauw aangegeven

Samudragupta lijkt met zijn campagnes de Vakataka's in de Dekan moedwillig met rust te hebben gelaten. Mogelijk zag hij in dat deze inheemse dynastie een natuurlijke bondgenoot tegen de machtige westelijke satrapen vormde. Na zijn dood rond 375 werd hij mogelijk eerst opgevolgd door zijn oudste zoon Ramagupta, die de hoofdpersoon vormde in het toneelstuk Devichandragupta. Hoewel dit werk verloren is gegaan, is het plot uit latere commentaren bekend. Ramagupta zou een smadelijke nederlaag tegen een Sakische (Indo-Scythische) koning hebben geleden. Deze Sakische koning eiste daarop dat Ramagupta zijn vrouw aan hem overdroeg. Ramagupta's jongere broer Chandragupta II wist de Indo-Scythische koning te doden, nam de troon van zijn broer over en trouwde de vrouw. Hoewel weinig historische waarde aan het verhaal wordt toegekend, wordt Ramagupta genoemd in enkele inscripties uit de 9e eeuw. De mogelijkheid dat hij inderdaad kort over het Guptarijk geregeerd heeft kan daarom niet worden uitgesloten.
Hoe dit ook zij, Chandragupta II (380 - 415) was een competente heerser en veroveraar. Het bondgenootschap met de Vakataka's werd bezegeld met het huwelijk van de Vakatakaprins Rudrasena II met Chandragupta's dochter, Prabhavatigupta. Daarop onderwierp Chandragupta II de twee overgebleven Indo-Scythische rijken in het noorden van India, de noordelijke satrapen in Malwa en de westelijke satrapen in Gujarat. Omdat Rudrasena II kort na zijn troonbestijging overleed en Prabhavathigupta als regent voor haar minderjarige zoontje optrad, werd het Vakatakarijk gedurende enkele decennia de facto aan het Guptarijk toegevoegd. Ook onder de directe opvolgers van Prabhavatigupta bleven de betrekkingen tussen de twee rijken innig. De Gupta's waren nu op het hoogtepunt van hun macht. Centraal- en noordelijk India waren onderworpen, en verschillende heersers in het zuiden zonden het Guptahof schattingen en bruiden. Van Meghavarna, de koning van Sri Lanka tussen 351 en 379, is bekend dat hij ambassadeurs naar het Guptahof in Pataliputra zond. De Chinese pelgrim Fa Xian bezocht Pataliputra ook in deze tijd en schreef over het grote aantal beambten in dienst van de keizer en de rijkdom die hij er aantrof. Naast Pataliputra onderhield Chandrugupta ook hoven in Ayodhya en Ujjain. Aan het laatste hof leefden de negen edelstenen, negen dichters die tot de grootste van de Sanskritische literatuur worden gerekend. De bekendste van de negen is Kalidasa.
Chandragupta's zoon en opvolger Kumaragupta (415 - 455) liet het paardenoffer uitvoeren, maar het is onbekend welke veroveringen hem die eer deden toekomen. Zijn regering was vooral een vredige en rustige periode. Wel zijn er sterke aanwijzingen dat na zijn dood een strijd om de opvolging werd gevoerd tussen drie pretendenten, mogelijk allen zoons van de overleden keizer. De overwinnaar was Skandagupta (455 - 467), die als de laatste grote Guptaheerser wordt beschouwd. Tijdens het einde van de regering van Kumaragupta had hij de in de streek rond de Narmada wonende Pushyamitra's onderworpen, wat volgens zijn inscripties grote militaire inspanning vergde. Mogelijk overleed Kumaragupta terwijl Skandagupta deze veldtocht voerde, waardoor Skandagupta's broers de tijd hadden hun opstand voor te bereiden. Waarschijnlijker is dat Skandagupta een zoon van een van Kumaragupta's bijvrouwen was, en daarom zelf als een usurpator kan worden beschouwd. Latere inscripties vermelden zijn naam niet, ondanks dat hij een zeer capabel heerser lijkt te zijn geweest. In plaats daarvan wordt de naam van Purugupta genoemd, een van de halfbroers die hij versloeg.

### Inval van de Hunnen
Skandagupta vermeldt in zijn inscripties dat hij behalve de Pushyamitra's later ook de Huna's versloeg, invallers uit het noorden die hij mleccha's (onreine buitenlanders) noemde. Het ging om een nieuwe en serieuze bedreiging, die het Guptarijk uiteindelijk de das om zou doen.
Wat de Indiërs Huna's noemden waren verschillende, niet noodzakelijkerwijs verwante stammen, afkomstig uit Bactrië en Arachosia, het gebied ten zuiden van de Hindoekoesj in het huidige oosten van Afghanistan. In de 4e eeuw na Christus vielen vanuit dit gebied groepen Huna's het Sassanidenrijk in Perzië binnen. In dezelfde periode staken veel verder naar het westen de Hunnen de Wolga over, waar ze de aldaar wonende Gotische en Alaanse stammen verjoegen. Dit vormde de aanleiding tot de Grote Volksverhuizing en uiteindelijk de val van het West-Romeinse Rijk in Europa, een lot dat de Gupta's vooralsnog bespaard bleef. Een verband tussen deze Hunnen en de Witte Hunnen in India is overigens niet aangetoond. De eerste groep Huna's die India rond 455-460 binnenvielen worden Kidarieten genoemd. Ze zagen zich als de opvolgers van het Kushanarijk, maar Skandagupta wist hun aanvallen met succes af te slaan. De vestiging van de Huna's in Centraal-Azië bracht de Gupta's behalve militaire bedreiging echter ook economische tegenslag: de handelsroutes met Europa en China waren afgesloten.

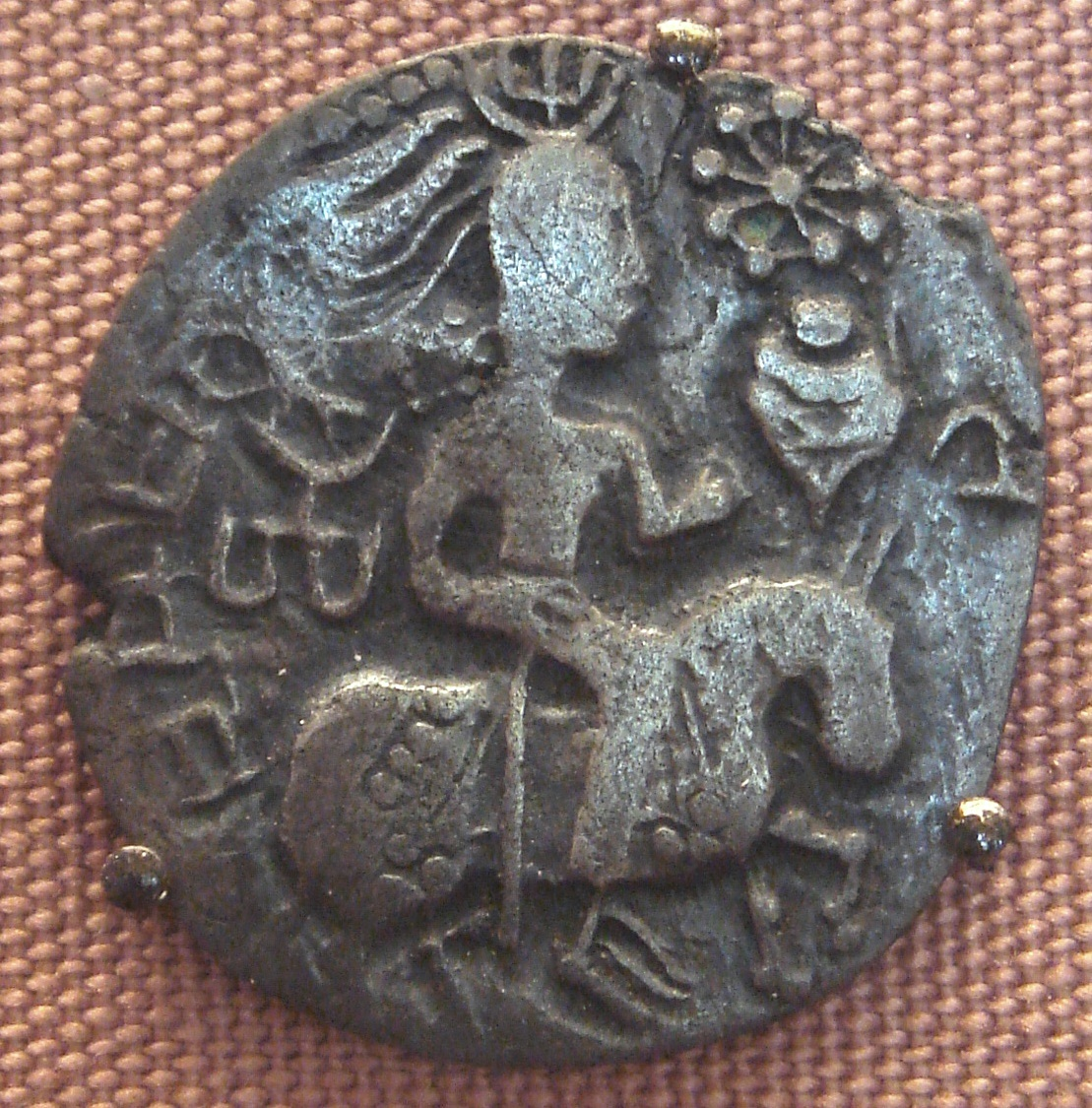
Zilveren Hephtalitische munt met ruiterafbeelding uit de 5e eeuw. De Hephtalieten kopieerden in hun muntslag kenmerken van de munten van de Gupta's

Na de dood van Skandagupta in 467 brak een strijd uit tussen de zoons van Skandagupta en de zoons van zijn halfbroer Purugupta. Deze werd uiteindelijk gewonnen door Budhagupta (467 - 497), een zoon van Purugupta. Hoewel de regeerperiode van Budhagupta lang en relatief vreedzaam was, had de burgeroorlog de staat verzwakt. Wat precies gebeurde aan het begin van de 6e eeuw is onduidelijk, maar muntvondsten doen vermoeden dat er rond 510 verschillende heersers in het oosten en westen van het rijk regeerden. Enkele lokale machthebbers erkenden de Guptakeizer bovendien niet langer als soeverein. Budhagupta's opvolger Narasimhagupta en diens zoon en kleinzoon beheersten in de 6e eeuw een aanzienlijk kleiner gebied dan hun voorgangers. Mogelijk heeft naast deze opdeling het boeddhisme een rol gespeeld bij de interne verzwakking van het Guptarijk. De Guptakeizers vanaf Budhagupta werden sterk beïnvloed door de leer van geweldloosheid en anti-materialisme van het boeddhisme, wat hun militaire acties kan hebben beïnvloed.
De ondergang van het Guptarijk werd versneld door een nieuwe inval van de Huna's. Het betrof een groep, die Hephtalieten of Witte Hunnen wordt genoemd en in Bactrië de Kidarieten had onderworpen. Onder hun koning Toramana vielen ze daarop het Guptarijk binnen. Ze veroverden Kashmir, de Punjab, het huidige Rajasthan en het westelijk deel van de Gangesvlakte, om daarna tot in Malwa door te dringen, waar ze in 510 bij Eran de Guptaprins Bhanugupta versloegen. De zoon en opvolger van Toramana, Mihirakula, vestigde zijn hoofdstad in Sakala (Sialkot). Opvallend is dat alle contemporaine bronnen grote wreedheden beschrijven bij hun veroveringen. Steden werden vernietigd en uitgemoord en centra van religie, kunst, handel en wetenschap verdwenen. De heerschappij van de Huna's over het noordwesten van India was van korte duur, maar maakte een einde aan de bloei van de handel en kunst in het gebied.
Het gebied van de Gupta's was door het optreden van de Huna's geslonken tot het oosten van de Gangesvlakte, Kalinga en Bengalen. Hier bleven nakomelingen van Budhagupta tot rond 550 aan de macht. Yashodharman, de vorst van Malwa en mogelijk een voormalige gouverneur van de Gupta's, verdreef Mihirakula's Huna's rond 530 uit Malwa en omstreken. Yashodharman stierf rond 540 en liet geen duidelijke opvolger na, maar hij was niet de enige lokale machthebber die de Guptakeizer niet langer erkende.

India rond 590. Uit de as van het Guptarijk zijn enkele nieuwe rijken opgerezen. De macht van de Latere Gupta's bereikte rond dit jaartal een hoogtepunt. In het erop volgende decennium werden ze door de Chalukya's, Kalachuri's en/of de vorst Shashanka van Gauda uit hun machtsbasis in Magadha verdreven

### Latere Gupta's
Met het wegvallen van de macht van de Gupta's halverwege de 6e eeuw ontstonden nieuwe, kleinere staten. In de praktijk kwam het erop neer dat aan de Gupta's onderworpen lokale dynastieën onafhankelijk werden. De Vakataka's van de Dekan waren nooit meer dan de zwakkere partner in een bondgenootschap geweest, die halverwege de 5e eeuw weer zelfstandig van de Gupta's handelden. Onder koning Harishena (±475 - ±500) profiteerden ze zelfs van de afname van de invloed van de Gupta's door gebieden in Malwa, Gujarat en Andhra in te nemen. De macht van het Vakatakarijk overtrof in deze periode mogelijk die van de Gupta's, maar na Harishena's dood nam hun invloed snel af. Rond 550 verdwenen de Vakataka's helemaal van het toneel.
De Varmandynastie van Kamarupa (Assam) maakte zich aan het einde van de 5e eeuw al van het Guptarijk los. Ook Nepal en Bengalen raakten weer zelfstandig. Andere nieuwe staten waren de Maitraka's in Gujarat, de Maukhari's in het westen en centrale deel van de Gangesvlakte en de Latere Gupta's in Magadha (het oostelijk deel van de Gangesvlakte) en delen van Malwa. De meeste heersers van de laatste dynastie droegen dan wel de naam Gupta, maar voor een dynastieke band met de Guptakeizers is geen bewijs. Mogelijk namen ze de naam Gupta slechts aan vanwege het prestige dat dit bracht.
De Latere Gupta's en Maukhari's voerden in het midden van de 6e eeuw oorlogen om de hegemonie over het noorden. Onder koning Mahasenagupta wisten de Latere Gupta's de Maukhari's te verslaan. Deze koning wist in het oosten rond 575 de koning van Kamarupa te onderwerpen. Mahasenagupta kon echter niet lang van zijn overwinning genieten: in de laatste decennia van de 6e eeuw werd hij door zijn tegenstanders uit Magadha verdreven.
In de eerste helft van de 7e eeuw wist Harsha (606 - 647), een verre verwant van de Latere Gupta's, het noorden van India opnieuw te verenigen. Hoewel Harsha een rijk veroverde dat qua omvang niet veel voor dat van de Guptakeizers van de 4e en 5e eeuw onderdeed, was de politieke situatie veranderd. Ten tijde van de Gupta's waren er geen andere rijken in India die met hun macht konden wedijveren. Harsha had echter te maken met het machtige Chalukyarijk, dat aan hem gewaagd bleek. Een vijandige vorst in Bengalen wist Harsha bovendien lange tijd van de onderwerping van dat gebied af te houden.
Harsha stelde een zoon van Mahasenagupta aan als gouverneur over Magadha. Na Harsha's dood viel zijn rijk weer uiteen en werden de Latere Gupta's weer onafhankelijk. Adityasena (rond 650 - 675) regeerde een aanzienlijk gebied, dat een groot deel van de Gangesvlakte en delen van Malwa en Bengalen besloeg. Dit koninkrijk werd nog een eeuw lang geregeerd door heersers die de naam Gupta droegen. De laatste van de Latere Gupta's, Jivitagupta II, sneuvelde in het begin van de 8e eeuw tegen Yasovarman van Kannauj (725 – 752). Aangezien hij geen erfgenaam had kwam een einde aan de dynastie van de Latere Gupta's.

## Bestuur

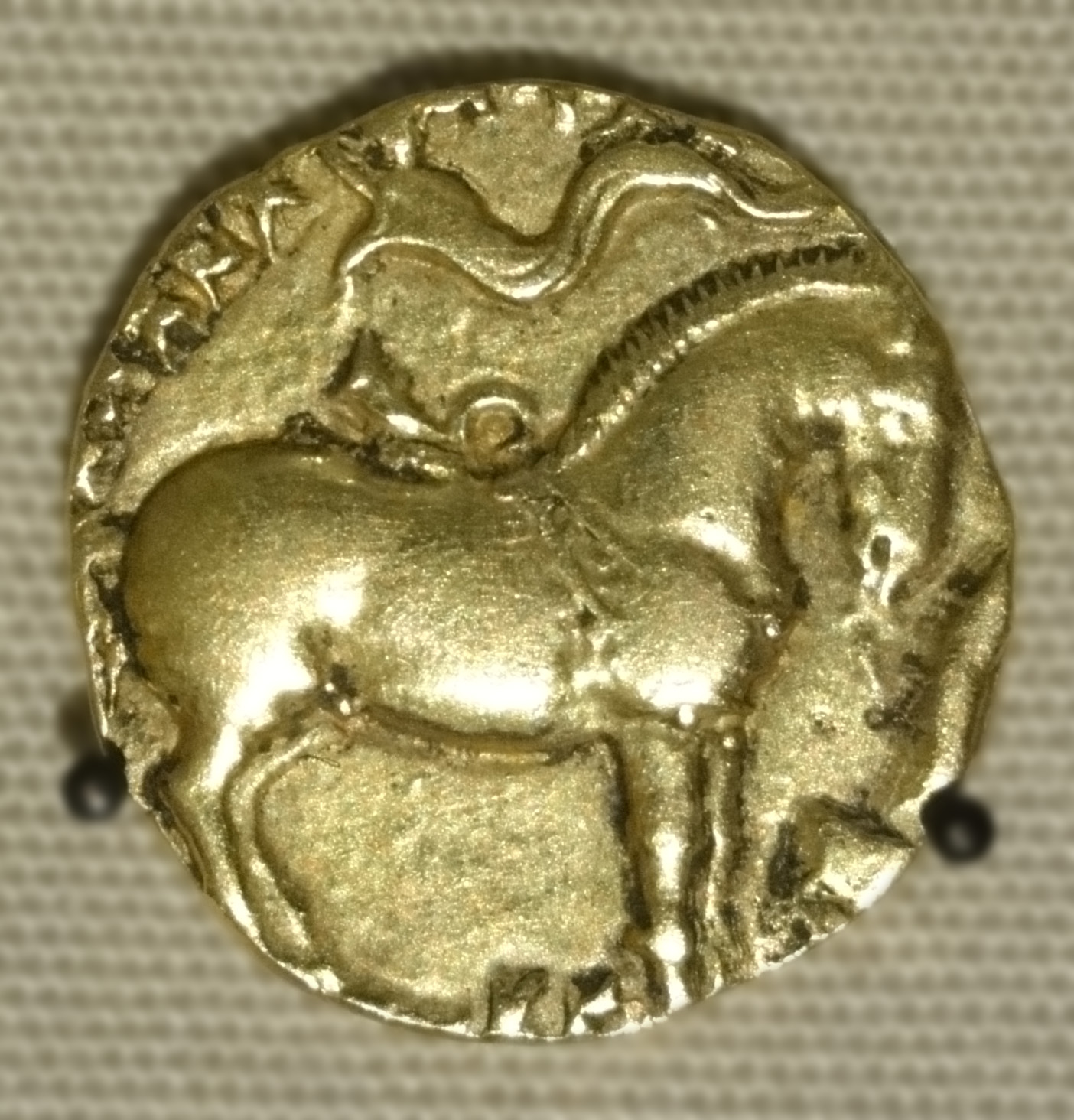
Gouden munt van keizer Kumaragupta I (rond 415 - 455), waarop een paard staat afgebeeld om diens paardenoffer te herdenken. Het paardenoffer, dat als rituele bevestiging van het koningschap diende, was een Vedisch ritueel dat door de Gupta's in ere hersteld werd

### De keizer en zijn hof
Aan het hoofd van het Guptarijk stond de keizer, die zich koning der koningen (maharajadhiraja) liet noemen. De titel maharajadhiraja was overgenomen van de Kushana's. Het was waarschijnlijk een vertaling van het Perzische sjahansjah, een titel die door Perzische dynastieën werd gebruikt, zoals de Achaemeniden.
Aanvankelijk bevond het Guptahof zich in Pataliputra (het tegenwoordige Patna), maar vanaf Chandragupta II waren er ook hoven in Ujjain en Ayodhya. Onder de Gupta's van de 5e eeuw werden deze verder naar het westen gelegen steden vaker gebruikt als hoofdstad, wellicht ook omdat het makkelijker was van hieruit de verdediging tegen invallen uit het noordwesten te organiseren.
De Guptakeizers zagen het koningschap voornamelijk in het licht van het brahmanisme. Zulk gedeeltelijk religieus bepaald koningschap werd bevestigd door Vedische rituelen, zoals het paardenoffer (ashvamedha). De koning kon zich door middel van de rituelen de rol van chakravartin (beweger van de kosmos), toe-eigenen. De toewijding aan het brahmanisme uitte zich ook in de schenking van grote stukken land in leen aan brahmaanse families en gemeenschappen. Boeddhisten en jainisten werden eveneens gesponsord, maar hadden in vergelijking met voorgaande eeuwen veel meer concurrentie van de brahmanen als het aankwam op de gunst van de keizer.
De Guptakeizer werd bijgestaan door een raad van adviseurs of ministers. Aan het hoofd van deze raad stond de pradhana manty, een soort eerste minister. Enkele van de ministersposten waren die van een opperbevelhebber, een hoofd van de ordedienst, een hoofd van de paleiswacht, een hoofd van de cavalerie en een hoofd van de krijgsolifanten. De militaire aard van deze functies laat zien dat verdediging en ordehandhaving de primaire taken van het centrale bestuur waren.

### Lokaal bestuur

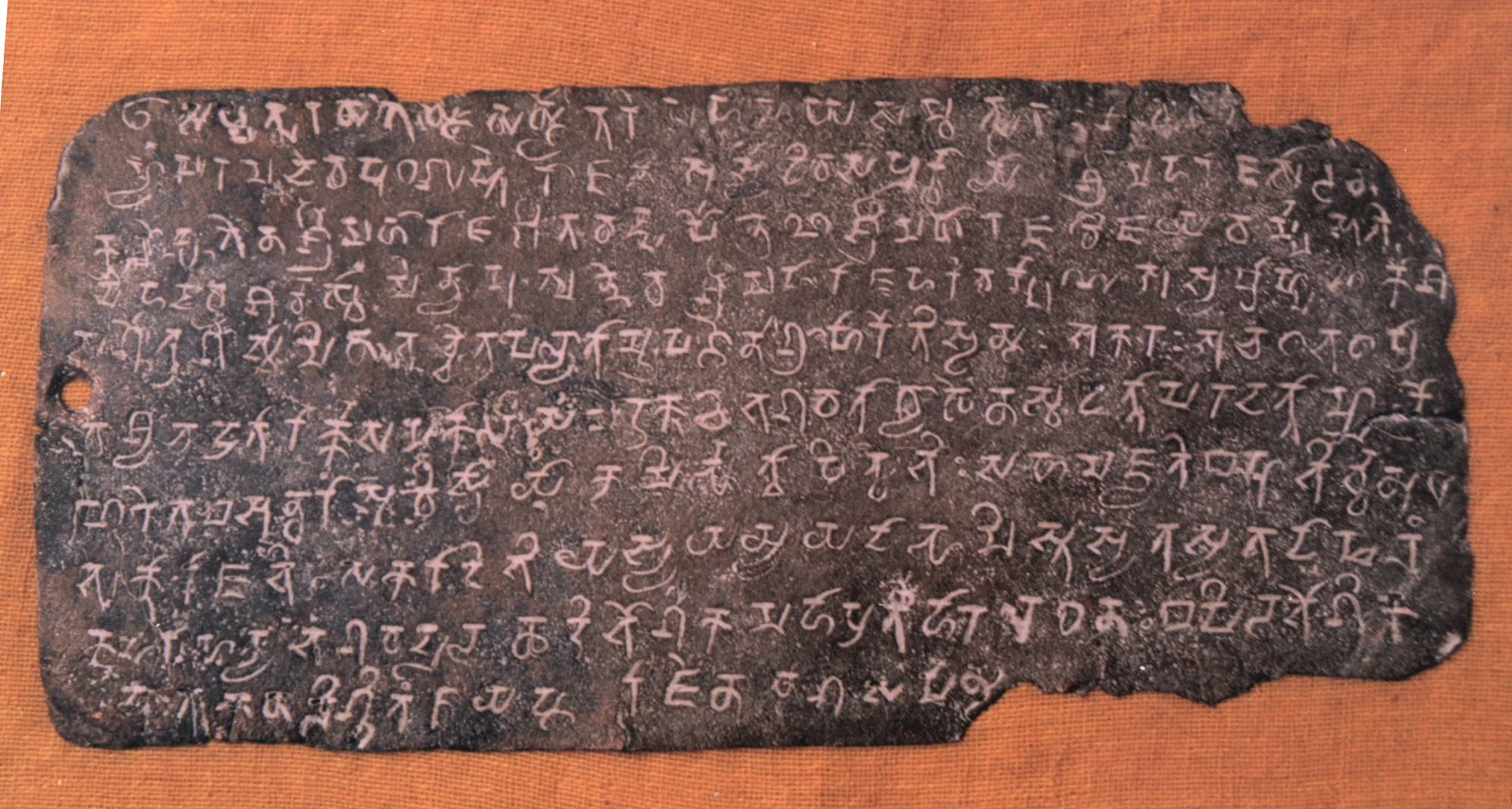
Koperen plaatje met een verordening van keizer Budhagupta, laat 5e eeuw

De omvang van rijken als dat van de Gupta's kan op het eerste gezicht groot lijken, maar in de praktijk viel hun politieke invloed over de verder van de hoofdstad gelegen gebieden tegen. Uit de inscripties en koperen plaatjes met verordeningen uit de Guptaperiode blijkt dat het rijk was opgebouwd uit drie schillen. In de buitenste schil, ver van het centrum van het rijk af, lagen vazalstaten en bondgenoten, zoals de Vakataka's. De Guptakeizer had in deze gebieden weinig invloed op het bestuur.
De tweede schil bestond uit gebieden waar de heersers al dan niet met militaire middelen onderworpen waren. Na een succesvolle veldtocht werd een verslagen heerser meestal opnieuw aangesteld als gouverneur. Deze gouverneurs werden geacht zich regelmatig naar het hof van de keizer te begeven, maar waren niet verplicht manschappen te leveren voor militaire campagnes. De onderworpen gebieden waarover ze heersten (samanta's) dienden schatting af te dragen, maar de lokale machtsstructuur werd gewoonlijk ongemoeid gelaten. Als het Guptarijk een periode van interne instabiliteit doormaakte, zoals bij sommige machtswisselingen, konden de onderworpen heersers besluiten de betalingen van schattingen te stoppen. De nieuwe Guptaheerser moest deze gebieden dan opnieuw onderwerpen.
De binnenste schil was het gebied rondom Magadha en de oostelijke Gangesvlakte, de machtsbasis van het rijk, waar het gezag van de Guptakeizer sterker was. Waarschijnlijk kwam dit kerngebied ongeveer overeen met de gebieden onderworpen door Chandragupta I. Inscripties gevonden in West-Bengalen laten zien dat het kerngebied in provincies verdeeld was, die bhukti's of desa's genoemd werden. De gouverneurs van deze provincies (kumaramatya's) werden direct door de keizer benoemd en werden bijgestaan door een raad van assistenten, vergelijkbaar met de ministers die de keizer adviseerden. De provincies waren weer onderverdeeld in districten (pradesha's of vishaya's). Ook deze bestuurslaag werd bestuurd door een raad van beambten, met aan het hoofd een ayuktaka of vishayapati, de hoofdman van het district. De ayuktaka's waren naast het dagelijks bestuur ook verantwoordelijk voor de rechtspraak in het district. Bestuurders van districten dicht bij de hoofdstad werden waarschijnlijk door de keizer zelf benoemd, bij districten verder van de hoofdstad vandaan werden ze benoemd door de gouverneur van de betreffende provincie. De laatste benoemde ook de leiders en bestuurders van steden en dorpen in zijn gebied. Deze lokale bestuurders vormden de onderste bestuurslaag en werden opnieuw geadviseerd door een dorps- of stadsraad, waarin vertegenwoordigers van de lokale families, kasten en gilden zaten. De raden werden bijgestaan door klerken.
Uit inscripties blijkt dat de Guptakeizer geregeld vertegenwoordigers naar dorpen en agrarische gemeenschappen stuurde, maar wat hun taak precies was is onduidelijk. Mogelijk konden deze afgezanten toezicht houden op de uitvoering van bevelen of handhaving van de orde.

### Decentralisatie
Het Guptarijk wordt, na de woelige periode van uitheemse dynastieën, gezien als een blauwdruk voor de staatkundige opzet van de Indiase rijken van de Middeleeuwen. Het Guptarijk verschilde met zijn gedecentraliseerde bestuursstructuur sterk van het eerdere Mauryarijk. Het Mauryarijk was sterk gecentraliseerd en volgt daarin de beschrijvingen in de Arthashastra, het klassieke Indische werk op het gebied van staatkunde. De verdeling van politieke macht in het Guptarijk kan echter voorgesteld worden als een piramide. Boerengemeenschappen vormden de onderste bouwstenen; de keizer de top. Daartussen bevonden zich de kumaramatya's en ayuktaka's. Een regionale machthebber kon opklimmen in de piramide, maar de horizontaal gelaagde structuur van de piramide veranderde niet. Een dergelijke maatschappelijke orde kenmerkt zich door een zwak centraal gezag. De heerser aan de top had nauwelijks invloed op het leven van zijn onderdanen onder in de piramide. Andersom zullen die onderdanen vooral gehoorzaam aan hun dorpsoudste zijn geweest en zich nauwelijks met de (wisselende) heersers hoger in de hiërarchie verbonden hebben gevoeld.
Het centrale gezag was er vooral om de orde en veiligheid te handhaven en de staat te beschermen. Belangrijke beslissingen over lokale problemen werden meestal genomen in de onderste, lokale bestuurslaag, de dorpsraad. Voorafgaand aan de beslissingen werd overlegd door de raad, zodat vertegenwoordigers van de belangrijke groepen in de lokale gemeenschap medeverantwoordelijk waren voor de beslissingen.
Deze medeverantwoordelijkheid in de laagste bestuurslagen zorgde voor een sterk pluralistische samenleving. Het zwaartepunt van de Indiase samenleving verschoof van de steden naar het platteland. Niet alleen maakte dit de opkomst van regionale cultuursverschillen mogelijk, ook de staatsvorming op het Indisch Subcontinent had in het eerste millennium een toenemend regionaal karakter. Deze toenemende regionalisatie was vermoedelijk een belangrijke factor achter de langdurige periode van politieke versnippering na de val van het Guptarijk.

## Religie en maatschappij

### Heropkomst van het hindoeïsme

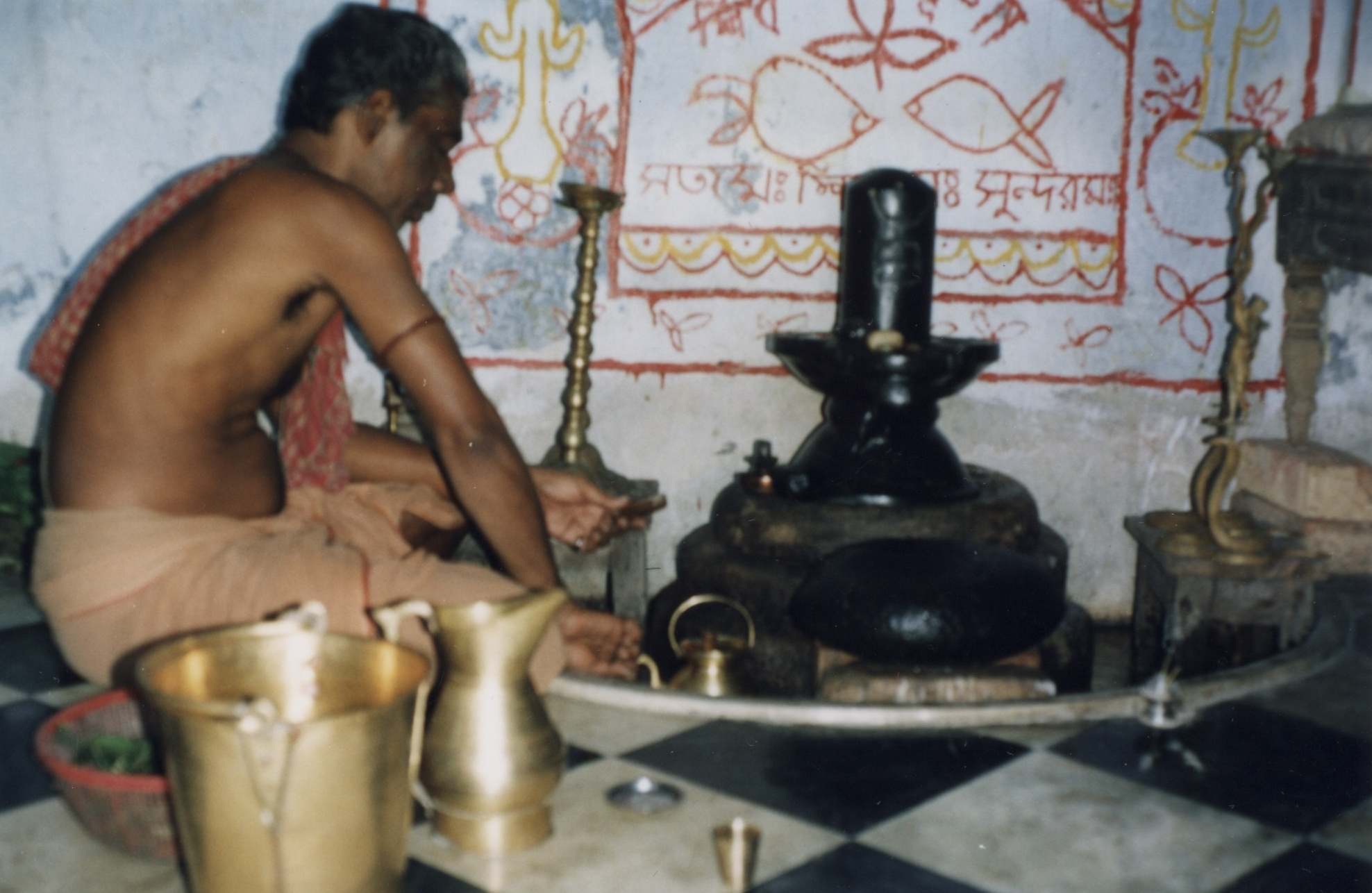
Een hindoe voert het pujaritueel uit voor een lingam, een symbool voor de god Shiva, in een dorpstempel in West-Bengalen. Puja is een vorm van aanbidding waarbij de interventie van een priester niet noodzakelijk is. Dergelijke persoonlijke vormen van verering kwamen in de eerste eeuwen n.Chr. op. Lingams en andere idolen gingen een grotere rol in hindoeïstische rituelen spelen

Tijdens de eerste eeuwen van de christelijke jaartelling vond in India een herrijzing van het hindoeïsme plaats, hoewel de nieuwe vorm van verering weinig gelijkenis vertoonde met de Vedische godsdienst uit het eerste millennium v.Chr. De wederopkomst van het hindoeïsme wordt verklaard door de sociale veranderingen in de Indische maatschappij. De stedelijke elite, vaak aanhangers van het boeddhisme of jainisme, verloor aan relatief belang. De in stamverband levende gemeenschappen op het platteland werden belangrijker. Binnen deze gemeenschappen bloeiden nieuwe vormen van verering op, zoals de Bhagavata, een vorm van verering van Krishna; en het shaivisme, de verering van de god Shiva. Deze goden waren in de Vedische religie onbelangrijk geweest. Ze verschilden bovendien van de Vedische vorm waaruit ze geleidelijk evolueerden. Tegelijkertijd verloren goden die in de Vedische tijd belangrijk waren aan belang, zoals de vuurgod Agni en de regengod Indra.
De nieuwe sekten baseerden zich op de Purana's, heilige teksten die in de eerste eeuwen na Christus hun definitieve vorm aannamen. De Purana's beschrijven elk afzonderlijk de rituelen ter verering van een bepaalde godheid en vormen zo elk de blauwdruk voor een afzonderlijke cultus. Deze cultussen waren een stuk minder rigide georganiseerd dan het brahmanisme uit de Vedische tijd. Volgens de Purana's wordt een god aanbeden door middel van persoonlijke devotie. De interventie van een priester of het offeren van een dier is daarbij, in tegenstelling tot het brahmanisme, niet noodzakelijk. Het Vedische offersritueel maakte plaats voor puja, het ritueel dat ook tegenwoordig nog de kern van het religieuze leven van hindoes vormt. Een belangrijk verschil is dat de god bij puja wordt gerepresenteerd door een standbeeld, dat wordt gehuisvest in een tempel (of mogelijk door een abstracter object, zoals een lingam in het geval van Shiva). Deze ontwikkeling had grote invloed op de Indische kunst en architectuur.
Sekten als Bhagavata, Pashputina en shaivisme worden wel Puranisch hindoeïsme genoemd. Ze kenden geen stichter, maar evolueerden tijdens de eerste eeuwen na Christus geleidelijk uit diverse oudere rituelen en gebruiken. Deels waren dat elementen uit het brahmanisme, maar andere zaken kwamen voort uit volksgeloof en stamrituelen die soms haaks op het brahmanisme stonden.
Tegenwoordig worden de Puranische sekten onder de belangrijkste groeperingen binnen het hindoeïsme gerekend, maar de idee dat al deze groepen en sekten samen met het brahmanisme een geheel vormden, is pas na de komst van islamitische heersers in India ontstaan. Daarom is bij de klassieke periode en middeleeuwen spreken van hindoeïsme in feite een anachronisme. Er bestond geen besef van eenheid, maar net als de boeddhisten en jaina's bezaten de hindoeïstische groepen een grote tolerantie voor andere vormen van verering. Als conflicten tussen verschillende cultussen ontstonden, ging dat meestal om de gunst van heersers of handelsgilden.

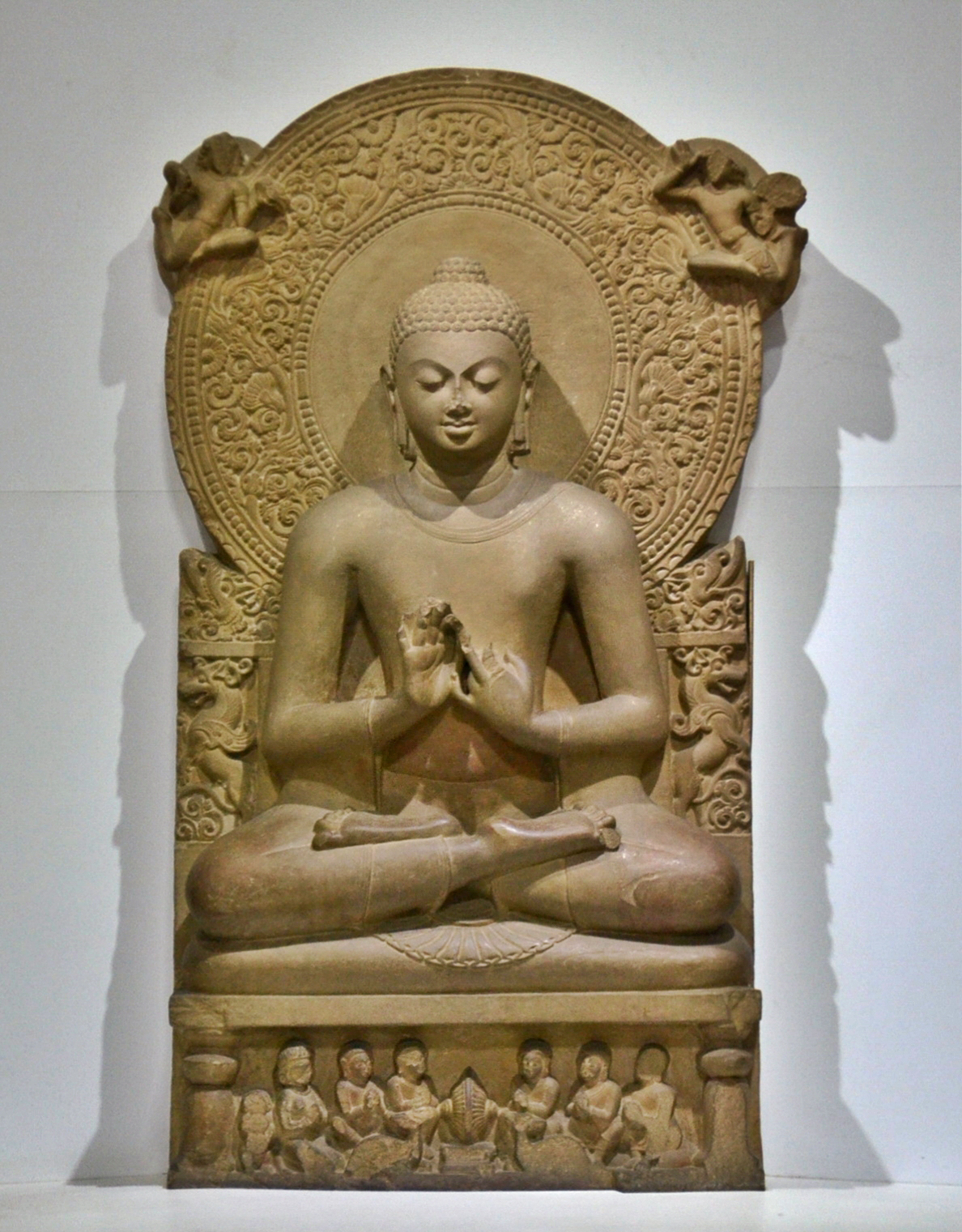
Boeddha in de dharmachakra mudra, school van Sarnath, hoogte ongeveer 160 cm. Typisch voor de Guptaperiode is de grotere verfraaiing, bijvoorbeeld in het aureool

### Ontwikkeling van het boeddhisme en jainisme
Hoewel de Gupta's aanhangers van het brahmanisme waren, tolereerden en sponsorden ze soms ook de instituten van andere religieuze stromingen. De meest prominente daarvan was wellicht het boeddhisme. De Manjusri Mulakalpa beschrijft Skandagupta als een wijs heerser en meldt dat Narasimhagupta monnik werd en de rest van zijn leven wijdde aan dhyana (meditatie). De persoonlijke Puranische aanbidding van de nieuwe stromingen had op de bevolking een grotere aantrekkingskracht dan de abstracte leerstellingen van het boeddhisme, wat een daling van het aantal volgelingen tot gevolg had. De reactie was aanpassing: een persoonlijkere vorm van aanbidding van Boeddha en bodhisattva's werd mogelijk gemaakt; beelden werden gebruikt om de goden in kwestie te representeren. Deze ontwikkeling vond geleidelijk plaats in de loop van het eerste millennium. Ze hield op den duur de nekslag voor het boeddhisme in India in, omdat het op die manier niet langer verschilde van andere cultussen en kon worden geabsorbeerd in het hindoeïsme. De ideologische tegenstellingen tussen boeddhisme en brahmanisme verdwenen. De Boeddha werd als avatar van de god Vishnu opgenomen in het hindoeïstische pantheon.
In de Guptatijd verloor het boeddhisme aan belang ten gunste van hindoeïstische stromingen, maar er waren regionale verschillen. In het noordwesten van India (Gandhara, Punjab, Kashmir) en het tegenwoordige Afghanistan bleef het boeddhisme dominant. Verder bestonden er belangrijke boeddhistische centra in Mathura, Nalanda, Sarnath, Kanchi, de grottempelcomplexen in het westen van de Dekan en Kaveripattanam in het uiterste zuiden. In Nalanda werden in de Guptaperiode kloosters gesticht, mogelijk door de Guptakeizers zelf. In deze boeddhistische centra leefden en werkten honderden monniken. Sommigen van hen lieten bekende werken na, zoals de filosoof Dignaga (rond 480-540), wiens Hetuchakra een belangrijke bijdrage aan de oosterse logica vormde.
Jainisme ontstond in zijn huidige vorm met de leringen van de laatste tirthankara (religieuze leraar), Mahavira, die volgens de traditie in de 6e eeuw v.Chr. leefde. In de tijd van de Gupta's won deze religie vooral aanhangers onder handelslieden in het westen en zuiden van India. In sommige gebieden sponsorden de lokale machthebbers jainistische kloosters en instituten. Aan het einde van de Guptaperiode vond het schisma plaats tussen de Svetambara- en Divambarasekten. De concilie van Valabhi, waar de Jaina Canon vastgelegd werd, vond plaats in de 5e of 6e eeuw. De uitkomst werd alleen erkend door de Svetambara's. Jainisten die de canon niet erkenden zouden later de Divambara's vormen.

### Sociale orde
De wederopkomst van het brahmanistische gedachtegoed maakte dat de invloed van de Smriti's en Dharmashastra's (hindoeïstische wetteksten) op de ordening van maatschappij en dagelijks leven in de Guptatijd sterker werd. De hoeksteen van de samenleving is voor hindoes de grootfamilie, die bestaat uit verschillende mannelijke verwanten die met hun vrouwen en kinderen onder een dak leven.

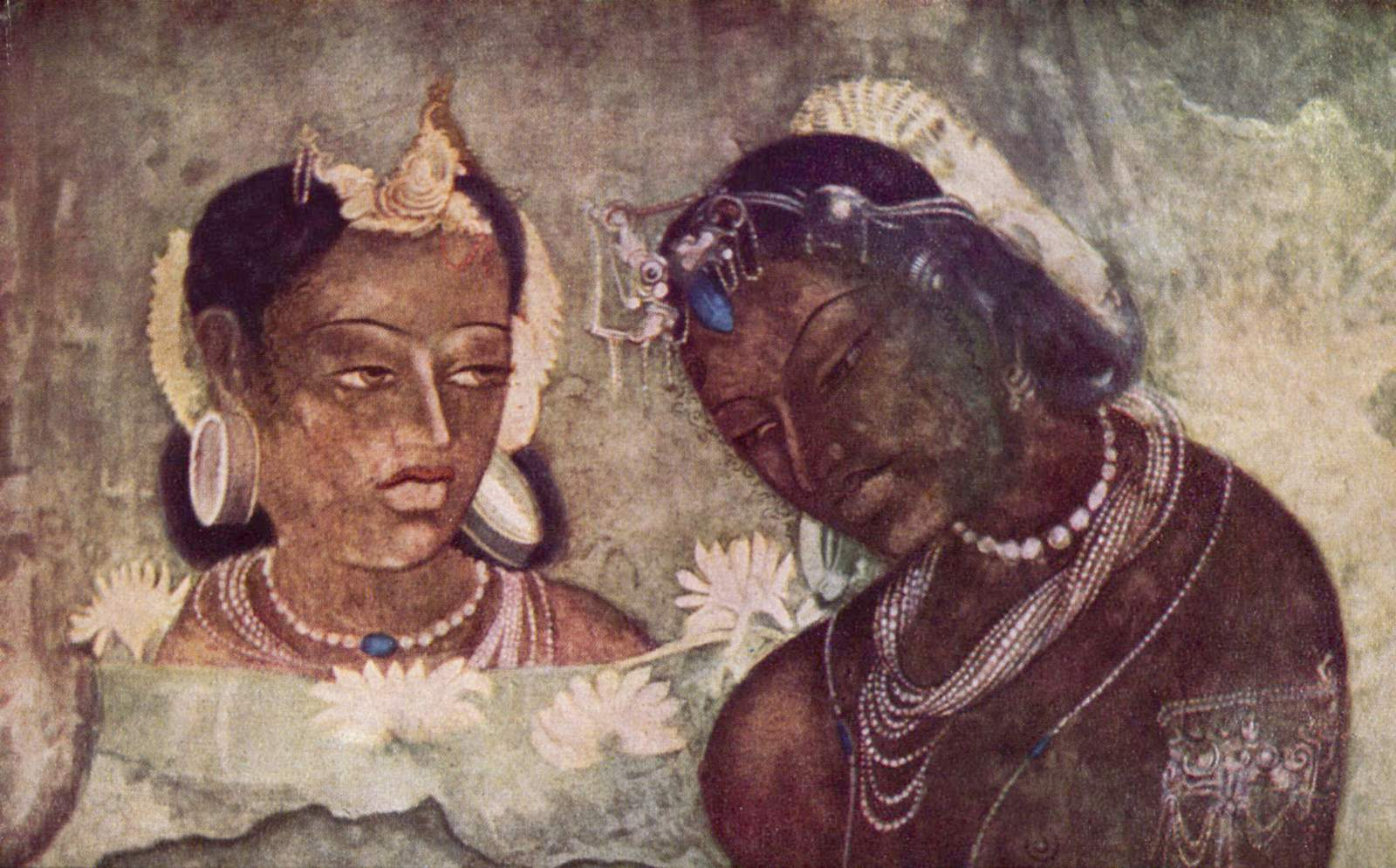
Een dienstmeisje biedt een prinses of apsara bloemen aan, detail van een fresco in cave 1 in Ajanta, eind 5e eeuw

Fa Xian schreef dat de Indiase bevolking welvarend en gelukkig was en dat de boerenbevolking het recht had te gaan en staan waar ze wilden. Alleen degenen die het land van de keizer bewerkten, dienden daarvoor belasting te betalen. Dit staat in schril contrast met latere rijken in India, waar de boeren een vast stuk grond kregen toegewezen, dat ze voor een grootgrondbezitter mochten bewerken. De afwezigheid van de klasse van grootgrondbezitters in het Guptarijk valt te verklaren uit het feit dat de keizer zijn ondergeschikten een vast salaris gaf. Latere dynastieën echter hadden te maken met een tekort aan muntgeld en waren gedwongen hun hovelingen en ondergeschikten uit te betalen met de rechten over stukken land. Dit zorgde op zijn beurt voor de rigide sociale orde die het Indiase platteland in de Middeleeuwen kenmerkte.
Verder meldde Fa Xian dat lijfstraffen in het Guptarijk niet voorkwamen. Bij een overtreding werd slechts een boete opgelegd, zelfs voor zaken als moord of hoogverraad. Daarnaast viel de Chinese monnik de afwezigheid van slagerijen en veemarkten op, omdat een groot deel van de bevolking een vegetarisch dieet volgde. Ook alcohol was volgens Fa Xian afwezig. Scholen en ziekenhuizen werden in stand gehouden door de giften van weldoeners. De hoofdstad Pataliputra bezat een dergelijk ziekenhuis, waar patiënten gratis verzorgd werden. Langs de belangrijkste wegen waren herbergen voor reizigers en overal trof Fa Xian tot zijn genoegen welvarende boeddhistische kloosters aan. Wat hij niet door schijnt te hebben gehad was dat het boeddhisme in sommige gebieden op zijn retour was.
De beschrijvingen van de Indiase maatschappij door Fa Xian zijn waarschijnlijk te positief, omdat hij zijn landgenoten wilde tonen dat het heilige land van de Boeddha een soort paradijs was. Andere bronnen laten zien dat het leven voor de lagere sociale klassen niet makkelijk was. Banabhatta beschrijft hoe de olifanten van koning Harsha de hutten van de armen vertrappelden en dat die daar niets tegen konden doen. De Dharmashastra's uit de tijd bevatten een groter aantal vermeldingen van slaven, wat doet vermoeden dat er meer slavernij voorkwam dan in andere perioden uit de Indische geschiedenis. Slaven waren meestal krijgsgevangenen of schuldenaars die niet in staat waren hun schuld te betalen. Katyayana meldt dat brahmanen van slavernij uitgesloten waren. Slaven bleven echter een klein deel van het totale aantal werkers uitmaken, zeker vergeleken met andere delen van de klassieke wereld. Vaker werd gebruikgemaakt van betaalde werkkrachten.

### Kastenstelsel

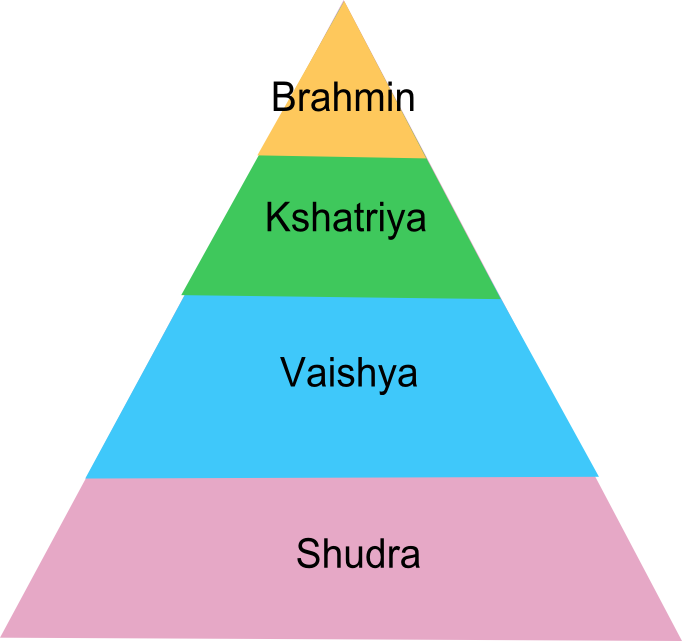
De vier varna's vormen de basis voor het Indiase kastenstelsel. In de figuur ontbreken de kastelozen, die helemaal onderaan staan

De wederopkomst van het brahmanisme en de grotere invloed van Vedische teksten leidde ertoe dat het kastenstelsel tijdens de Gupta's belangrijker werd, met name de scheiding tussen de vier hoofdkasten (de varna's). Hindoes werden steeds vaker geacht binnen hun eigen kaste te trouwen en huwelijken tussen verschillende varna's werden sterk ontraden.
De kaste bepaalde ook steeds vaker welk beroep een persoon koos. Brahmanen werden geacht als priesters, klerken of dichters te leven, maar in de praktijk werkten ze vaak in andere beroepsgroepen. Handelaren en ambachtslieden waren meestal kshatriya's of vaishya's. In de handel werkten ook veel boeddhisten en jainisten die uitgesloten waren van het kastenstelsel. De landbouw was voornamelijk het terrein van shudra's en vaishya's. Shudra's werkten ook als loswerklieden in de steden.
Fa Xian meldde dat wanneer kastelozen door de straten liepen, ze een bel moesten luiden zodat de hogere kasten niet met hun onreinheid besmet konden raken. Kastelozen waren uitgesloten van veel beroepen, zodat ze een permanente bron van goedkope arbeid waren.
In met name het noordwesten en westen van India hadden zich in de eerste eeuwen n.Chr. Grieken, Perzen en Centraal-Aziaten gevestigd die buiten het kastensysteem vielen en soms vreemde goden aanbaden. In de ogen van hindoes konden gebieden waar veel vreemdelingen (mleccha's) woonden niet langer als Aryavarta, puur land, beschouwd worden. Brahmaanse priesters vonden een oplossing: met een ritueel konden de mleccha's in de kshatriya-varna gewijd worden. De sociale druk moet dermate hoog zijn geweest dat de vreemde leiders en krijgslieden op die wijze geleidelijk in het kastenstelsel geabsorbeerd werden. Mogelijk waren ze de voorouders van de Rajputs, die een aantal eeuwen na de val van het Guptarijk voor het eerst in de Indiase geschiedenis opduiken.

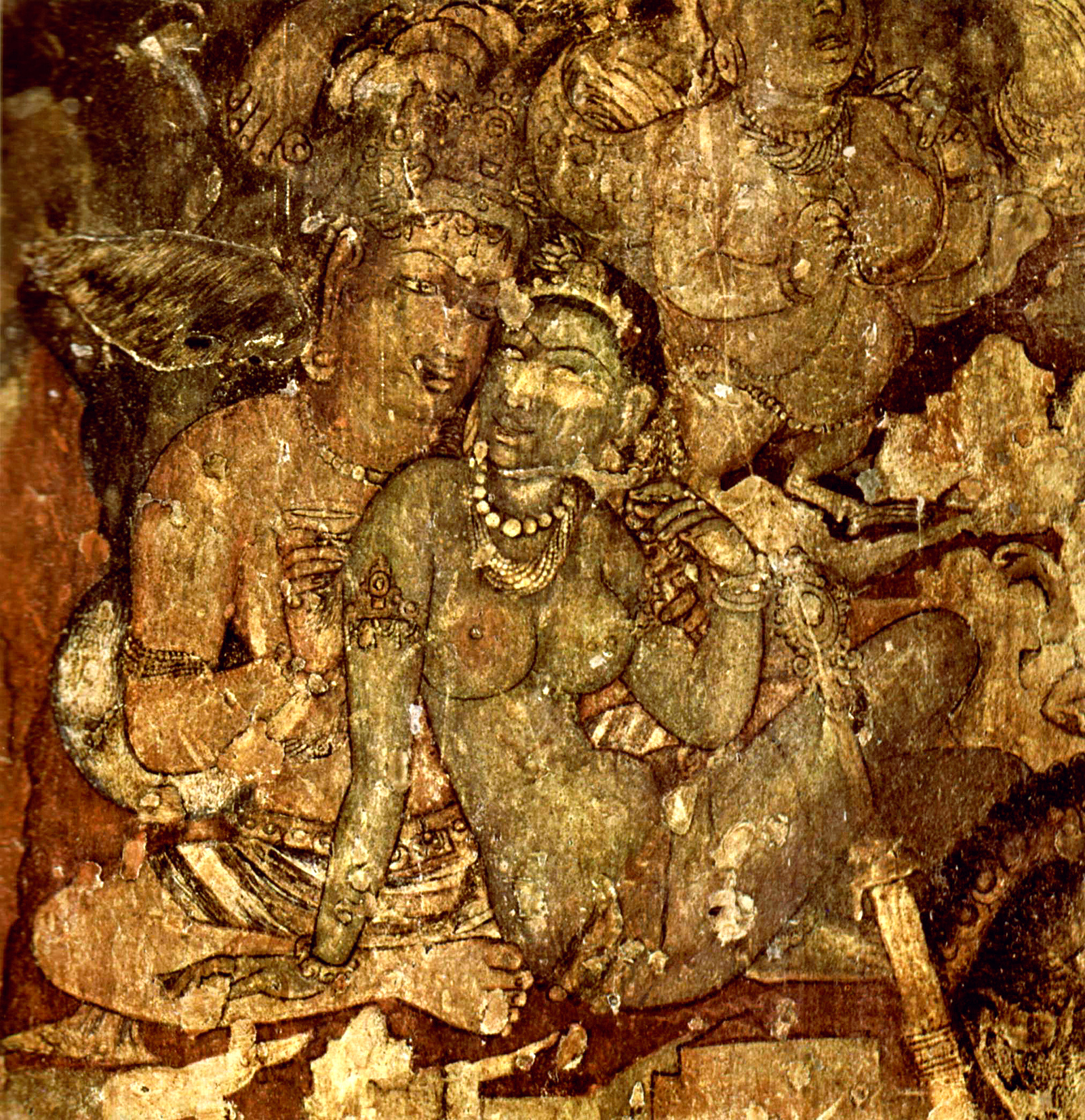
Muurschildering uit de grotten van Ajanta, 6e-eeuws. Hoewel het huwelijk en de liefde in de kunst vaak sterk geïdealiseerd werden, verslechterde de positie van de vrouw tijdens de Gupta's

### Positie van de vrouw
Hoewel het beeld van de vrouw in de klassieke Indiase literatuur sterk geïdealiseerd werd, was de positie van vrouwen ondergeschikt. De algemene trend in het eerste millennium was dat deze positie eerder verslechterde, vooral als gevolg van een groeiende invloed van puriteinse religieuze regels, zoals die uit de Dharmashastra's. Zo hadden dochters en weduwen geen recht op een deel van de erfenis als er zoons waren.
Vrouwen uit hogere kasten konden een goede opleiding volgen, maar er werd niet van ze verwacht een leidinggevende positie te vervullen. Uiteraard zijn er enkele uitzonderingen, zoals de vrouw van Chandragupta I, Kumaradevi, die vermoedelijk enige invloed op het bestuur had; of de dochter van Chandragupta II, Prabhavatigupta, die als regent een aantal decennia lang het Vakatakarijk bestuurde.
Hoewel men gewoonlijk monogaam leefde, was het niet ongehoord dat een man meerdere echtgenotes had. Sommige Guptakeizers hadden bijvoorbeeld meerdere vrouwen. De vrouw werd geacht gehoorzaam te zijn aan haar vader of echtgenoot. De Smriti's achtten het wenselijk dat een meisje voor de puberteit uitgehuwelijkt werd (prajapatya). Vrouwen uit de hogere kasten werden daarom steeds vaker op jonge leeftijd uitgehuwelijkt. Er werden in sommige wetteksten echter uitzonderingen gemaakt, waarbij een jongeman de bruid van zijn keuze kon trouwen, of een meisje haar echtgenoot zelf kon uitzoeken. Huwelijken uit liefde, zonder toestemming van de ouders (gandharva), of huwelijken waarbij de bruid ontvoerd werd (paisacha of rakshasa) bleven mogelijk.
Een ander verschijnsel dat onder invloed van de religieuze regels opkwam was weduwenverbranding (sati). Weduwen uit met name de kshattriya-varna werden soms geacht zichzelf op de brandstapel van hun echtgenoot te werpen, of daartoe gedwongen. De eerste historische vermelding van een weduwenverbranding in India dateert uit de Guptatijd, namelijk uit 510. Uiteraard golden dit soort zaken niet of in mindere mate voor aanhangers van andere religies. Boeddhistische of jainistische vrouwen konden bovendien aan sociale beperkingen ontsnappen door in het klooster te gaan leven als non. Ook in bepaalde beroepsgroepen, zoals kunstenaars, handelaren en rondreizende toneelspelers genoten vrouwen bepaalde vrijheden waar ze in andere beroepen en kasten van waren uitgesloten.

## Economie en handel

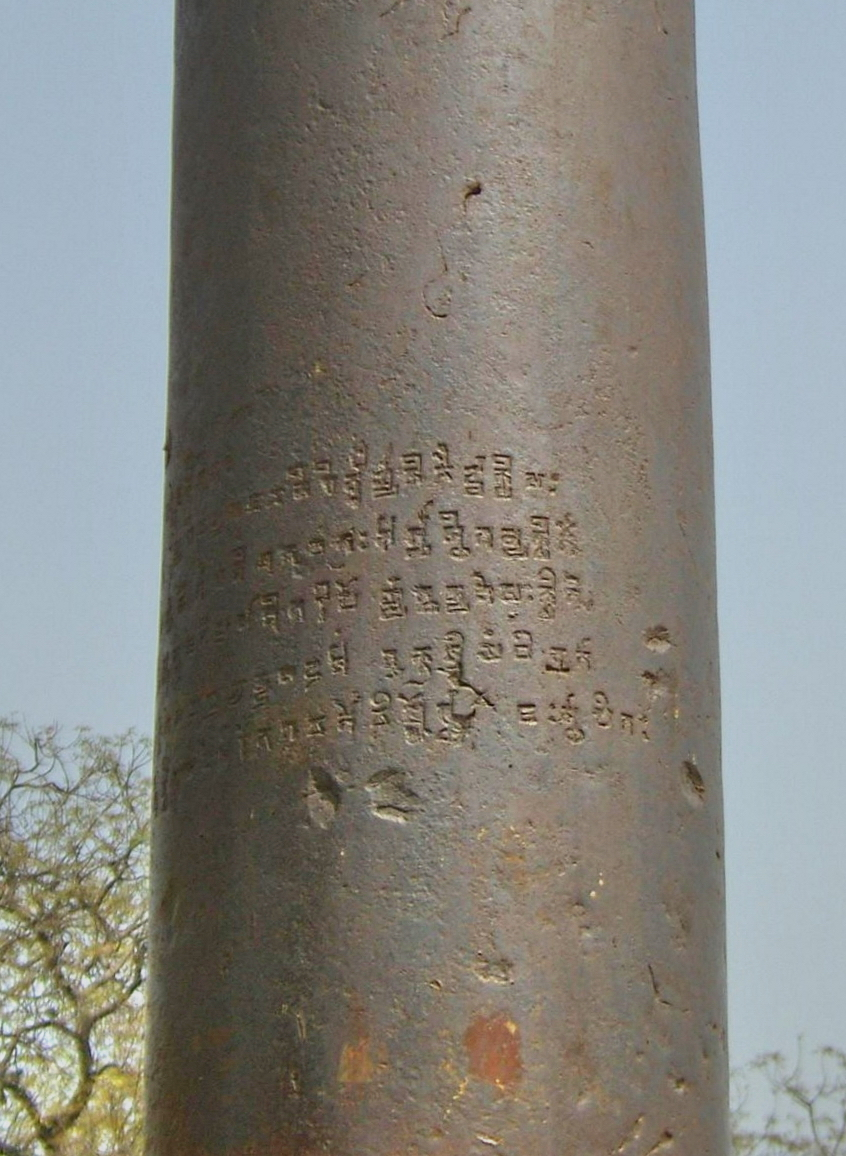
De ijzeren pilaar van Delhi werd opgericht door keizer Kumaragupta I rond 420. De inscriptie herdenkt de militaire successen van diens vader Chandragupta II. De pilaar bestaat voor 99,7% uit ijzer en is bewijs voor hoge ontwikkeling van de smeedkunst onder de Gupta's

### Landbouw en nijverheid
De Gupta's verbeterden het wegennet tussen de belangrijkste steden en havens, maar een groot deel van het transport van goederen vond over rivieren plaats. In de eerste eeuwen n.Chr. was de algemene ontwikkeling dat ruwe materialen steeds verder getransporteerd werden naar de productiecentra als gevolg van het verbeterde wegennet. Eerder vestigden de handelaren zich vaak op de plekken waar het materiaal gewonnen werd; nu vestigden de handwerk- en ambachtslieden zich vaker dicht bij de markten. Dit had tot gevolg dat technieken en ambachten zich over het Subcontinent verspreidden. De introductie van de katoenboog bijvoorbeeld zorgde ervoor dat fijner katoen van hogere kwaliteit gesponnen kon worden. Vanaf het Gupta-tijdperk waren de katoenen weefsels uit het Subcontinent van superieure kwaliteit. Vooral in het verven van de stoffen blonken de Indiërs uit. Textiel was een van de belangrijke Indische exportproducten totdat de industriële revolutie van de achttiende eeuw de ambachtelijke nijverheid ontwrichtte.
In de heuvels en berggebieden van het Indisch Schiereiland werden diverse edelstenen en halfedelstenen gewonnen. Koper werd gedolven in het huidige Rajasthan, op de Dekan en in de uitlopers van de Himalaya. IJzer was afkomstig uit mijnen verspreid over het hele Subcontinent. Goud en zilver kwamen voornamelijk uit de gebergten in het noordwesten, maar zijn altijd slecht voorradig geweest in India. Steenzout was vooral afkomstig uit de Salt Range in het noordwesten, terwijl het zuiden van India ivoor, ebbenhout en parels leverde.
In de economie van het Guptarijk was de landbouw belangrijker ten opzichte van de handel dan in het eerdere Kushanarijk. De landbouw intensifieerde onder de Gupta's bovendien, als gevolg van de groeiende vraag onder de bevolking. De Gupta's lieten irrigatiewerken aanleggen en restaureren om de productie te verhogen. De belangrijkste gewassen waren rijst, graan, rogge, erwten, linzen, gember en diverse soorten fruit. Specerijen zoals peper, kardemom en sandelhout groeiden vooral in het zuiden. Uit de Indusvallei en Kashmir kwam saffraan. Het bouwland was ofwel in handen van landeigenaren, ofwel in handen van de keizer. Om een stuk land te mogen bewerken moest belasting over de landopbrengst aan de eigenaar of keizer betaald worden.

### Gilden
Gilden (sreni's) hadden zowel een economische als maatschappelijke functie, de laatste enigszins vergelijkbaar met die van de jati's. Naast handelaren en geldwisselaars bestonden er gilden voor ambachtslieden, van wevers tot steenhouwers. De leden waren vaak afkomstig uit verschillende kasten. De gilden zamelden geld in en waren in staat investeringen te doen die individuele leden niet konden financieren. De leden kozen uit hun midden een bestuur dat beslissingen voor het gilde nam. Het gildebestuur kon bij geschillen tussen de leden zelfs een vorm van rechtspraak uitoefenen. De vertegenwoordigers van de lokale heerser of Guptakeizer lieten de gildes daarin normaal gesproken vrij, tenzij de staat zelf gedupeerd was. De gilden genoten daarmee een vorm van immuniteit vergelijkbaar met die van gemeenschappen van brahmanen.
Sommige gilden verspreidden hun activiteiten over een groter gebied dan een enkele stad. De belangrijkste gilden doneerden aanzienlijke bedragen aan tempels, ziekenhuizen en kloosters. Omdat handelaren vaker tot het boeddhisme of jainisme behoorden was een aanzienlijk deel van de begroting van kloosters afkomstig van gilden. Koperplaatjes met inscripties vermeldden zulke schenkingen en geven een gedetailleerd beeld van de rol die de gilden in het economische en sociale leven speelden.

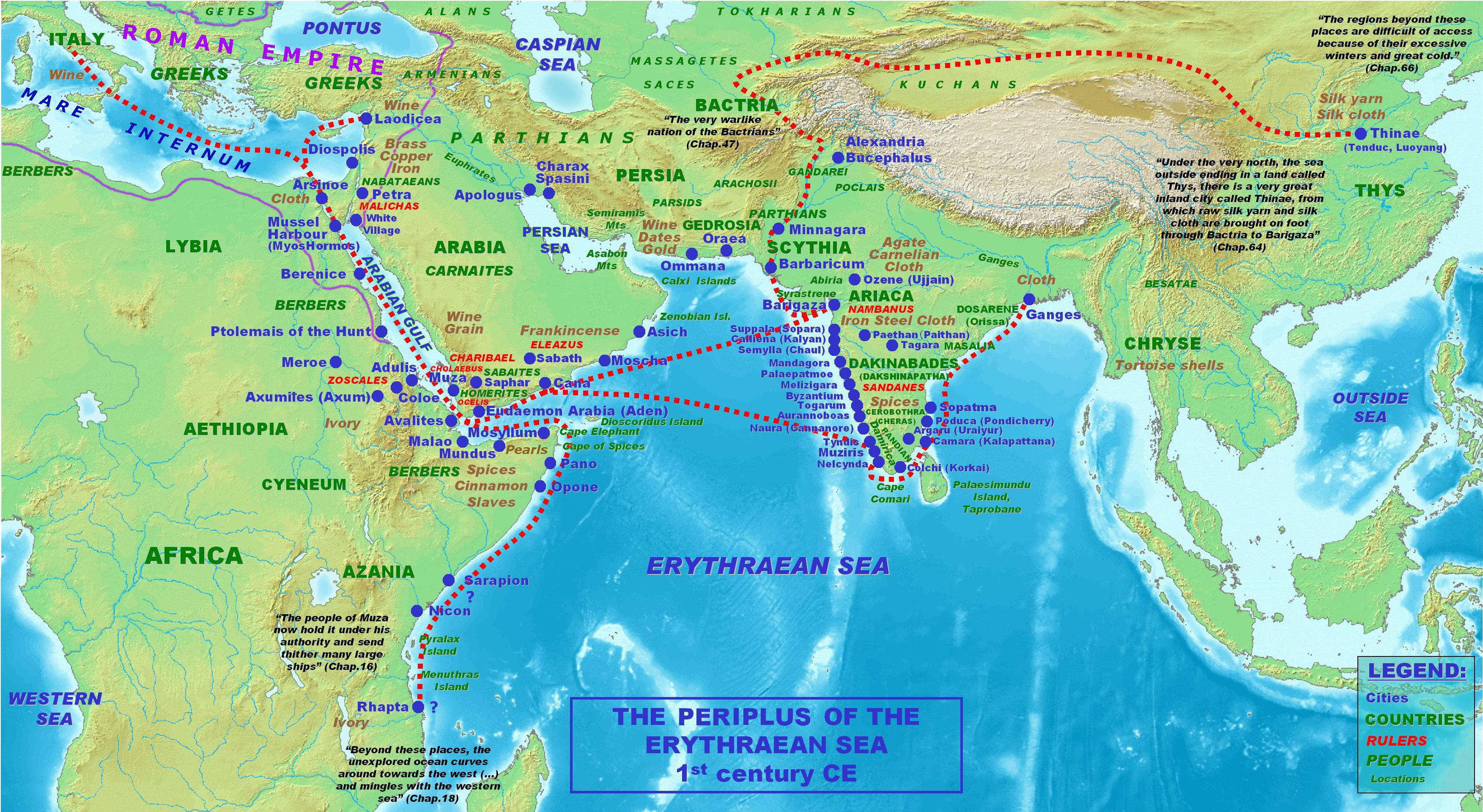
Kaart van de belangrijkste handelsroutes en -centra door Azië in de eerste eeuwen n.Chr.

### Buitenlandse handel
Hoewel de Gupta's zich nadrukkelijk als inheemse heersers profileerden, namen ze de behoefte aan buitenlandse luxegoederen van de Kushana's over. De handel met Centraal-Azië, China en het Middellandse Zeegebied bleef daardoor in stand.
De handel met het Middellandse Zeegebied was in de eerste eeuw n.Chr. als gevolg van de grote vraag naar luxegoederen in het Romeinse Rijk explosief gegroeid. Tijdens de Kushana's waren nieuwe handelsroutes via Centraal-Azië ontstaan, maar het grootste deel van de handel met het westen vond plaats over zee. Romeinse, Griekse en Byzantijnse bronnen als Strabo, Ptolemaeus, Kosmas Indikopleustes en de Periplus Maris Erythraei laten zien dat Romeinse zeevaarders de westkust van India en de Coromandelkust uitstekend kenden. Er bestaan zelfs vage verwijzingen naar Zuidoost-Azië in Romeinse teksten. Omgekeerd waren de Indische handelaren en zeevaarders bekend met de Romeinse en Arabische wateren. Overigens vielen de havensteden in het zuiden van India buiten de politieke invloedssfeer van de Gupta's. De belangrijkste havenstad in het Guptarijk was Bharuch (Barygaza), in het tegenwoordige Gujarat.
De Indiërs importeerden uit het westen verfstoffen, wijn en edelmetalen, de laatste al dan niet in de vorm van muntgeld. De meeste vondsten van gouden Romeinse munten in Azië zijn gedaan in het zuiden van India, voornamelijk omdat de Kushana's en Gupta's in het noorden de gewoonte hadden Romeins goud om te smelten en er eigen munten van te slaan. De Romeinse schrijver Plinius de Oudere klaagde over het handelstekort van de Romeinen met India. Hoewel de handel met het westen tijdens zowel de Kushana's als de Gupta's een belangrijke bron van inkomsten was, is niet geheel zeker of inderdaad sprake was van een handelstekort bij de Romeinen.
De handel met China was aanzienlijk gegroeid met de ontsluiting van de Zijderoute onder de Kushana's. Uit Centraal-Azië werden door de Indiërs vooral paarden en huiden geïmporteerd; uit China zijde. Dankzij betere technieken was de Chinese zijde van superieure kwaliteit aan wat men in India produceerde. Er was in India een onophoudelijke vraag naar Chinese zijde in boeddhistische kloosters, waar men de zijde gebruikte om cultusbeelden te bekleden, en onder de elite. De Chinezen waren op hun beurt aanvankelijk vooral geïnteresseerd in edelstenen, parels, peper en saffraan uit India.
De handel met Zuidoost-Azië kwam in de vierde eeuw op gang, voornamelijk omdat de vraag naar luxegoederen in het Romeinse Rijk afnam en de Indische handelaren op zoek moesten naar nieuwe bronnen van inkomsten. De belangrijkste havenstad voor handel met het oosten was Tamralipti in de Gangesdelta. De Indische handelaren stichtten handelskolonies langs de Andamanse kust, op het Maleisisch Schiereiland, en zelfs op Java en in de Mekong-delta in het huidige Cambodja.

### Culturele uitwisseling
Minstens driemaal reisden politieke ambassadeurs uit India naar het Romeinse en Byzantijnse Rijk. Veel invloed heeft dit niet gehad. Ondanks de grote omvang van de handel liet India in het Middellandse Zeegebied slechts een vage indruk van een ver, exotisch gebied achter.
Anders was het gesteld met de culturele uitwisseling met China en Zuidoost-Azië. Met de handelaren reisden ook boeddhistische monniken en brahmaanse asceten over de Zijderoute naar Centraal-Azië, om ten slotte China te bereiken. Volgens de overlevering zou Sanghabuthi uit Kashmir de eerste Indiase monnik zijn geweest die China bezocht, tussen 381 en 384. In de daaropvolgende eeuwen volgden vele anderen. Monniken als Kumarajiva, Paramartha en Bodhidharma reisden naar China en vertaalden daar religieuze teksten in het Chinees. In de tijd van de Gupta's was het boeddhisme in China al diep geworteld. Chinese monniken als Fa Xian en Xuanzang reisden ook in tegengestelde richting via Centraal-Azië naar India om heilige teksten te kopiëren en plaatsen die met het leven van de Boeddha werden geassocieerd te bezoeken. Deze monniken en pelgrims uit het noorden van India en Centraal-Azië waren over het algemeen aanhangers van de mahayana- en hinayanastromingen. De theravadastroming was vooral populair in het zuiden en werd via de zeevaartroutes naar Zuidoost-Azië verspreid.
De uitwisseling van kennis en ideeën met Sri Lanka dateerde al uit de tijd van Asoka. De Indiase monnik Buddhaghosa reisde in de 5e eeuw naar Sri Lanka, waar hij commentaren op de ideeën van de theravada schreef.
Net als bij de handel met China reisden de Indische asceten en monniken ook met de handelaren naar Zuidoost-Azië mee. De Indiase culturele invloed op Champa (zuiden van Vietnam), Sumatra en Java is merkbaar in de kunst in die gebieden, maar ook door het toenemend gebruik van het Sanskriet. In Zuidoost-Azië was de Indiase invloed nog groter dan in China en Centraal-Azië, maar dat wil niet zeggen dat het gebied cultureel tot India ging behoren. Hoewel de Indische religies (op het jainisme na) er een plek vonden, mengden ze zich met elementen van plaatselijke mythologieën en cultussen, waardoor ze duidelijk gingen verschillen van hun tegenhangers in India. Ook maatschappelijk gezien bleven Zuidoost-Azië en India gescheiden werelden. Het kastenstelsel vond in Zuidoost-Azië bijvoorbeeld nooit ingang.

## Kunst en wetenschap

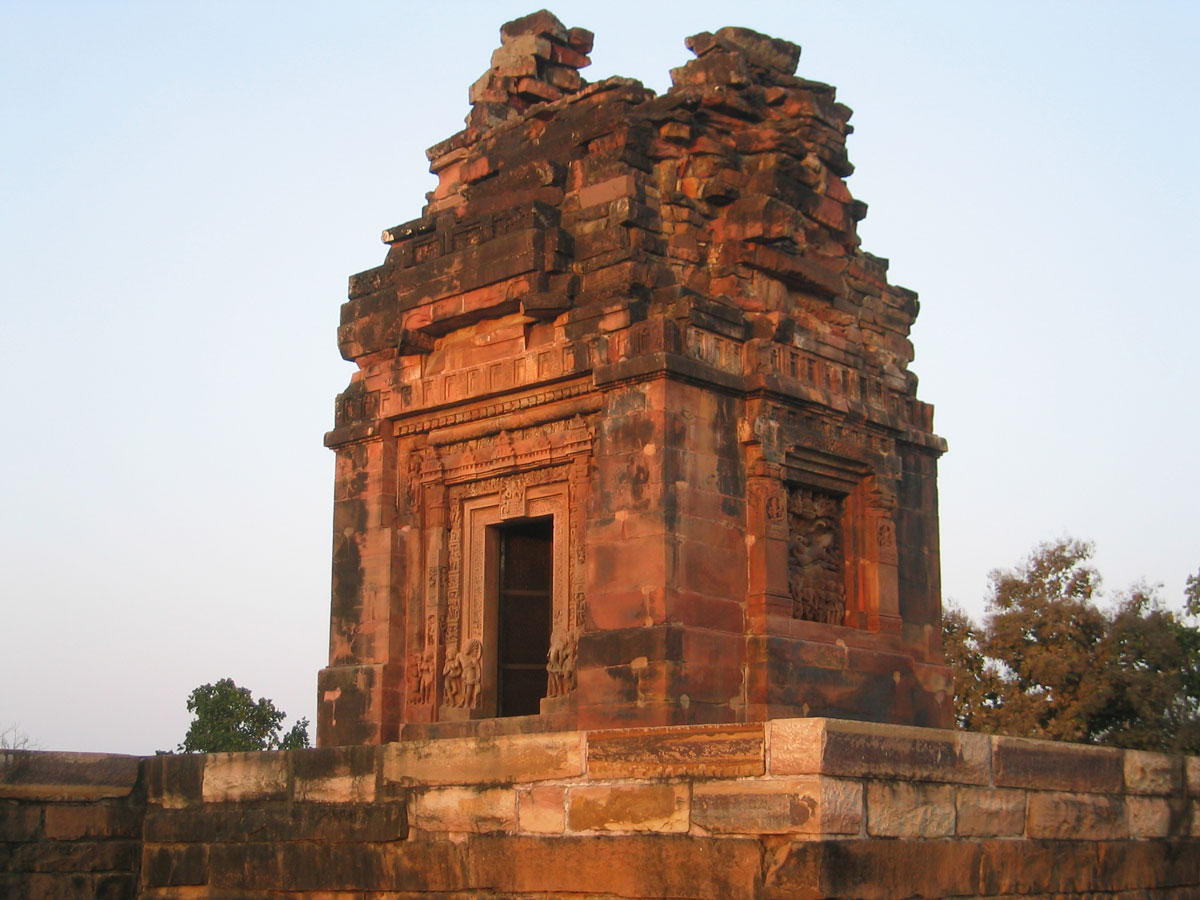
De Dashavataratempel in Deogarh, een voorbeeld van tempelbouw uit de Guptaperiode

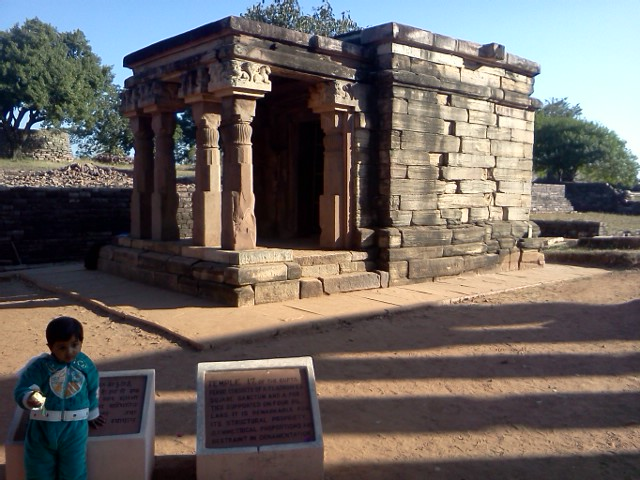
Een 5e-eeuwse boeddhistische tempel in Sanchi (Madhya Pradesh), waar zich een met zuilen ondersteund afdak voor de tempel bevindt

De naam Guptaperiode wordt gebruikt om de Indiase kunst tussen grofweg 300 en 600 n.Chr. te beschrijven en heeft een bredere betekenis dan alleen kunst uit het Guptarijk zelf. Een groot deel van de kunst uit de periode ontstond dan ook buiten de politieke invloedssfeer van de Gupta's, omdat immers ook andere dynastieën en groepen kunst en architectuur sponsorden. De belangrijkste daarvan waren de Vakataka's. Met name de Vakatakakoning Harishena (eind 5e eeuw), die de constructie en verfraaiing van de grotten van Ajanta overzag, deed op het gebied van patronage van de kunst niet onder voor de belangrijkste Guptakeizers.
De uit de Guptaperiode overgebleven bouwwerken en kunstwerken zijn overwegend religieus van aard. Dit is waarschijnlijk het gevolg van het feit dat dergelijk werk uit steen vervaardigd werd. Voor seculaire kunst werden geen duurzame materialen gebruikt, zodat daarvan weinig is teruggevonden. Hoe bijvoorbeeld de paleizen van de Gupta's eruitzagen is daardoor geheel onbekend.
De kunstenaars zelf reisden vaak van plek naar plek, hun diensten aanbiedend aan plaatselijke religieuze of politieke machthebbers. In de belangrijkste machtscentra bestonden echter permanente gemeenschappen. Op die plekken ontstonden scholen die elk een duidelijke, onderscheidbare stijl hadden. De belangrijkste scholen waren die van Mathura en Sarnath.
De kunstgeschiedenis tussen 300 en 600 wordt meestal in drie periodes onderverdeeld. De vroege Guptaperiode beslaat de 4e eeuw, maar in sommige gebieden ook het begin van de 5e eeuw. De eigenlijke Guptaperiode begint rond het jaar 400. De late Guptaperiode ten slotte begon in het westen nog vóór 450, maar in het oosten aanzienlijk later.

### Architectuur
De Indiase tempelarchitectuur begint pas in ernst in de Guptaperiode. Uit eerdere tijden zijn geen significante tempelruïnes bewaard gebleven. Desondanks waren de tempels uit de Guptaperiode relatief eenvoudig en klein. Tempels en stoepa's werden soms op een rechthoekige verhoging gebouwd, die met baksteen of puin opgevuld werd. De tempels zelf zijn vierkante gebouwtjes, opgetrokken uit baksteen of stenen platen. Ze hebben aan slechts een kant een ingang, met aan de andere kanten valse ramen. De vroege Guptatempels hadden een plat dak, maar later kwamen andere dakvormen op. In de 7e eeuw verschenen de piramidevormen die later de gopurams van het zuiden van India gingen kenmerken.
De muren van de Guptatempels zijn glad, alleen langs de plinten en kozijnen zijn reliëfs uitgebeiteld. Binnen is slechts een enkele ruimte (de garbha griha), waarin een cultusbeeld of lingam een centrale plek inneemt. De latei boven de ingang ondersteunt bij tempels uit de latere periode wel een reliëf of beeld van de god waaraan de tempel gewijd was, soms als onderdeel van een fronton. De toegang is normaal gesproken het deel van de muren dat het rijkst met reliëfs versierd is. Rondom de tempel bevindt zich soms een omgang voor de gelovigen. Voor de ingang ligt een kleine portico, die in latere perioden uit zou groeien tot een afgesloten wachtruimte (mandapa). De ruimte voor de ingang is soms door een met zuilen ondersteund afdak overdekt, zoals bij een van de boeddhistische tempels in Sanchi.

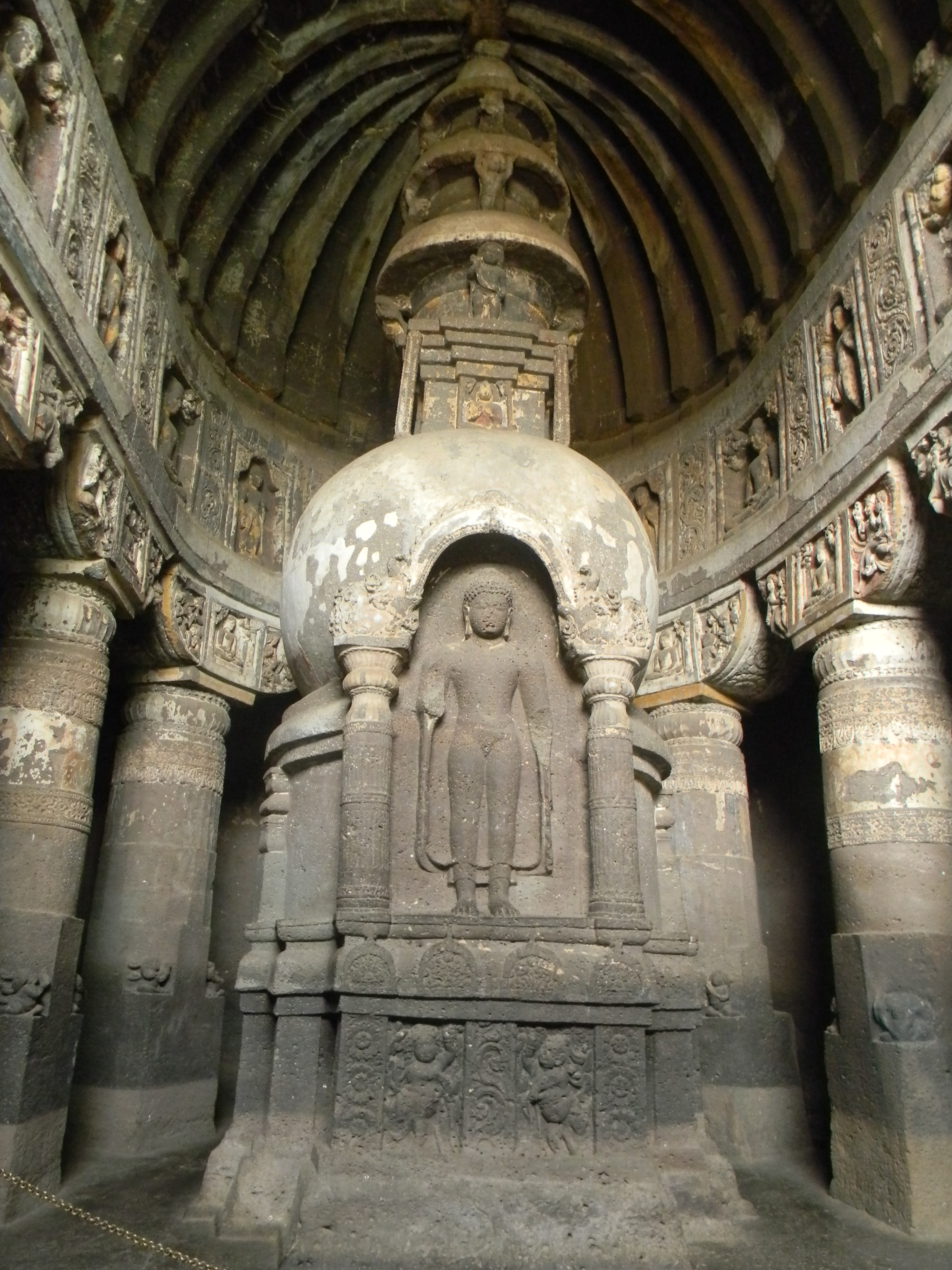
Grot 19 in Ajanta heeft een gewelfd plafond, dat uitloopt in een apsis. Centraal staat een stenen stoepa waarin een staand boeddhabeeld is uitgebeiteld

Een voorbeeld van een typische tempel uit de Guptaperiode is de 5e-eeuwse Dashavataratempel in Deogarh (Uttar Pradesh), gewijd aan de avatars van Vishnu. Deze tempel is gebouwd op een rechthoekig stenen terras, met vier kleinere schrijnen op de vier hoekpunten. In dit terras is al de grondvorm van de tempel-berg te herkennen, een concept dat van de Gupta's werd overgenomen en geperfectioneerd door verschillende dynastieën in Zuidoost-Azië, zoals terug te zien in bijvoorbeeld de Borobudur en Prambanan op Java of de tempels van Angkor in Cambodja. De tempel-berg symboliseert de heilige berg Kailash, die het centrum van de wereld vormt.

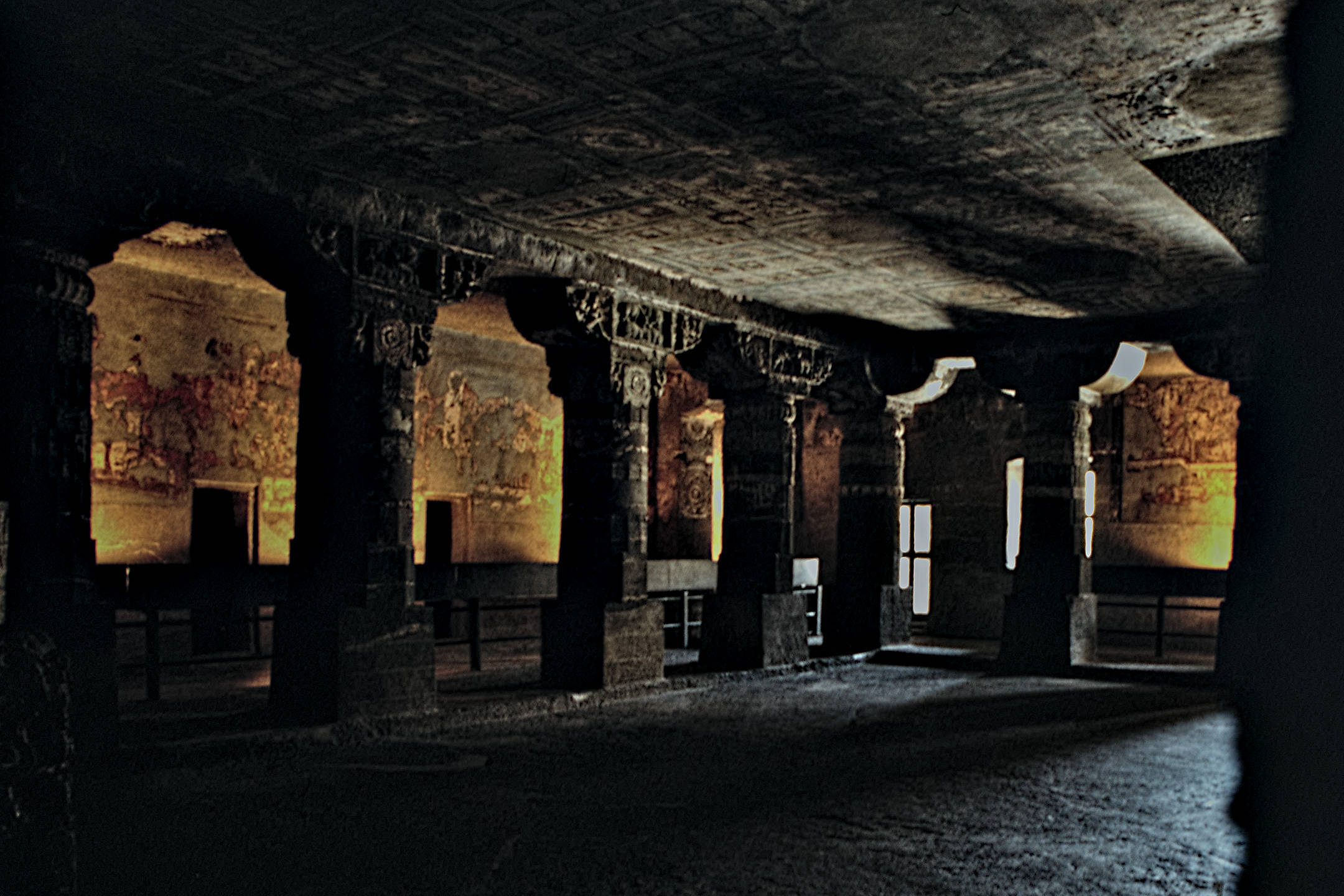
Grottempel in Ajanta

Een andere vorm van tempelbouw uit de Guptaperiode is die van de grottempels. Deze werden aangelegd in groepen, waarbij vaak boeddhistische, hindoeïstische en jainistische tempels (chaitya's) en kloosters (vihara's) naast elkaar lagen. Het bekendste voorbeeld zijn de grotten van Ajanta in Maharashtra. Andere grotcomplexen zijn die van Udayagiri (Madhya Pradesh) en Aurangabad (Maharashtra). De aanleg van de grotten van Ellora en op het eiland Elephanta begon waarschijnlijk na de Guptaperiode.
De aanleg van de grotten van Ajanta vond plaats in twee fasen, de eerste tijdens de Satavahana's en de tweede, meer omvangrijke fase tijdens de Vakataka's. Slechts twee grotten in Ajanta deden dienst als tempel (chaitya), de rest waren kloosters (vihara). Uit de omvang van het grottencomplex blijkt dat er grote aantallen monniken geleefd moeten hebben. Bij het uithouwen van de grotten werden rijk gedecoreerde zuilen vrijgehouden. Typisch zijn de zuilen vierkant van vorm, om bovenaan uit te lopen in een pompoenvorm. De oudste grottempels hebben een vergelijkbare opzet als die boven de grond: een portico met zuilen leidt via drie ingangen tot een centrale hal, die toegang biedt tot de nis waar het cultusbeeld staat. In de latere tempels is soms een omgang, die van de centrale ruimte wordt gescheiden door een rij zuilen. De vihara's (kloosters) zijn vergelijkbaar van opzet met een centrale ruimte waar de cellen van de monniken op uitkomen. Nieuw in de Guptaperiode is dat ook de centrale hal van de vihara's tot een nis met een cultusbeeld leidt. De twee chaitya's in Ajanta behoren tot de opmerkelijkste bouwwerken uit de periode. Grot 19 heeft een gewelfd plafond van toelopende ribben, die aan de achterkant in een soort apsis uitloopt, hetgeen bij westerlingen de indruk wekt van een kathedraal. De ribben imiteren wellicht houten plafonds die mogelijk voorkwamen in tempels uit oudere tijden, maar daarvan is niets bewaard gebleven.

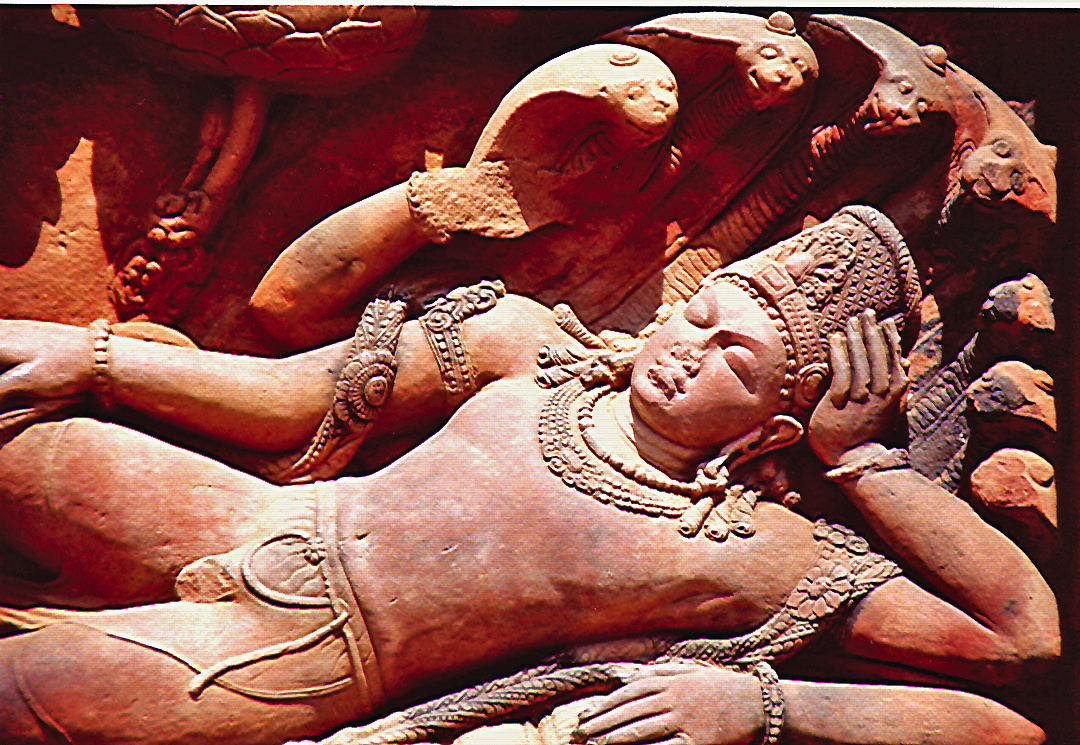
Slapende Vishnu op de slang Anantashesha, tempelrelief in Deogarh

### Religieuze motieven in de kunst
De opkomst van het Puranische hindoeïsme uitte zich ook in de beeldende kunst. Tijdens de Guptaperiode werd de standaard gelegd voor de religieuze iconografie die ook in latere periodes bleef gelden.
De meest uitgebeelde godheid is Vishnu, vaak te herkennen aan zijn symbolische attributen: een discus (sudarshana chakra), een lotusbloem (padma), een knuppel (gada) en een gedraaide schelp (de panchajanya). Vishnu wordt vaak slapend afgebeeld, liggend op de slang Anantashesha, die in de oceaan van melk drijft. Een andere verschijning van Vishnu is Vishavarupa, waarin de god (meestal in de gedaante van zijn avatar Krishna) zijn almacht toont, meestal verbeeld door tientallen armen en gezichten. Ook andere avatars van Vishnu komen veel voor, met name het zwijn Varaha. Vishnu's belangrijkste gemaal Lakshmi, de godin van de voorspoed en rijkdom, was een veelgebruikt motief op de munten die de Gupta's lieten slaan. De andere belangrijke god uit het hindoeïstische pantheon, Shiva, werd meestal gesymboliseerd door een lingam. In zijn menselijke vorm is deze god te herkennen aan de drietand. De verschijning als koning van de dans, Nataraja, komt voor het eerst voor in de Guptaperiode.

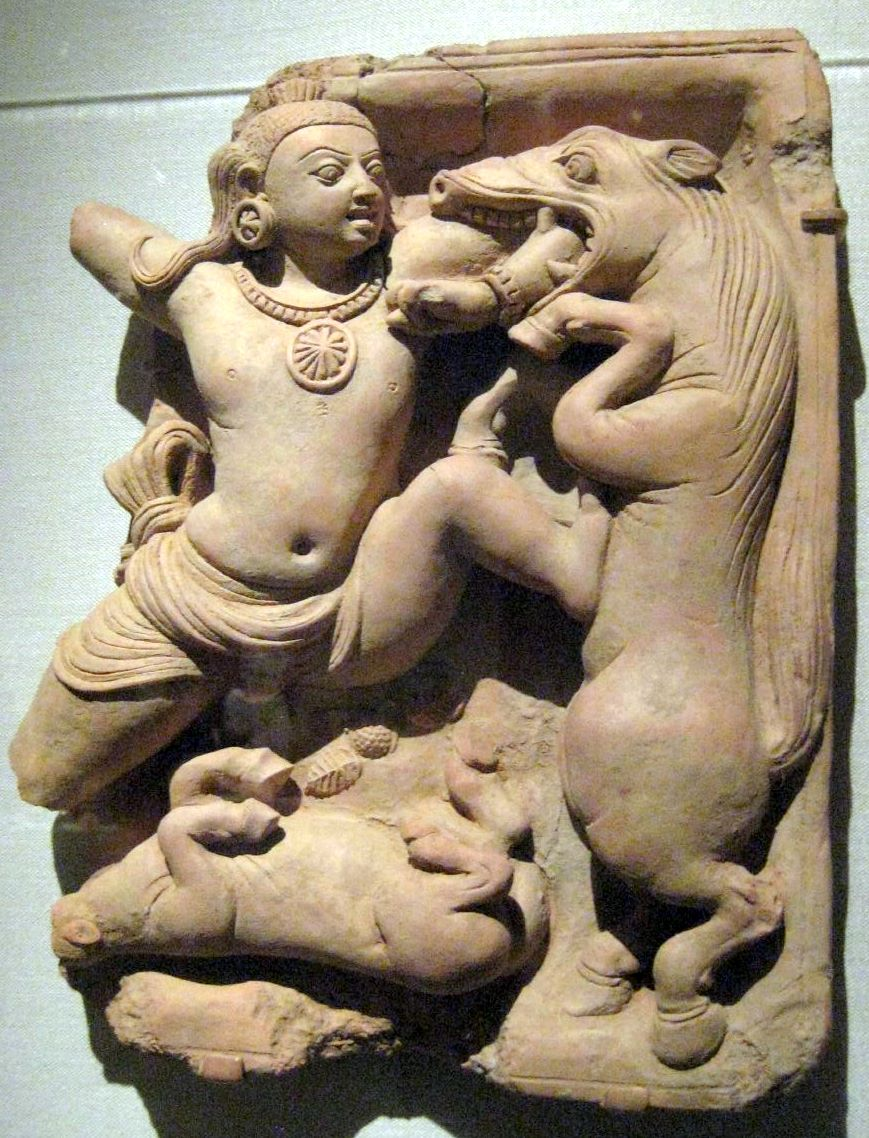
Krishna vecht met het demonenpaard Keshi, zandstenen reliëf uit Mathura, 5e eeuw, Metropolitan Museum of Art

Tegelijk met deze opbloei van hindoeïstische kunst vormde de Guptaperiode de afsluiting van de bloeiperiode van de boeddhistische kunst. De Boeddha wordt meestal uitgebeeld in kleermakerszit, met de handen in een mudra, een symbolische houding die naar een bepaalde leerstelling verwijst. Ook komen reliëfs voor die scènes uit het leven van de Boeddha verbeelden. Scènes uit de Jatakaverhalen (verhalen over vorige levens van de Boeddha) zijn alleen uit Ajanta bekend. De opkomst van de mahayanastroming is terug te zien in beelden van bodhisattva's, zoals Avalokiteshvara (de bodhisattva van de compassie), Amitabha (de bodhisattva van de wijsheid) en diverse vrouwelijke bodhisattva's (zoals Tara) en apsara's (nimfen).
In de jainistische kunst zijn in kleermakerszit mediterende tirthankara's het meest voorkomende motief. Jainistische tempels zijn vaak uitbundig gedecoreerd met geometrische of bloempatronen, waarin swastika's (hakenkruizen) en chakra's (wielen, symboliseren het wiel van het leven) belangrijke motieven zijn.

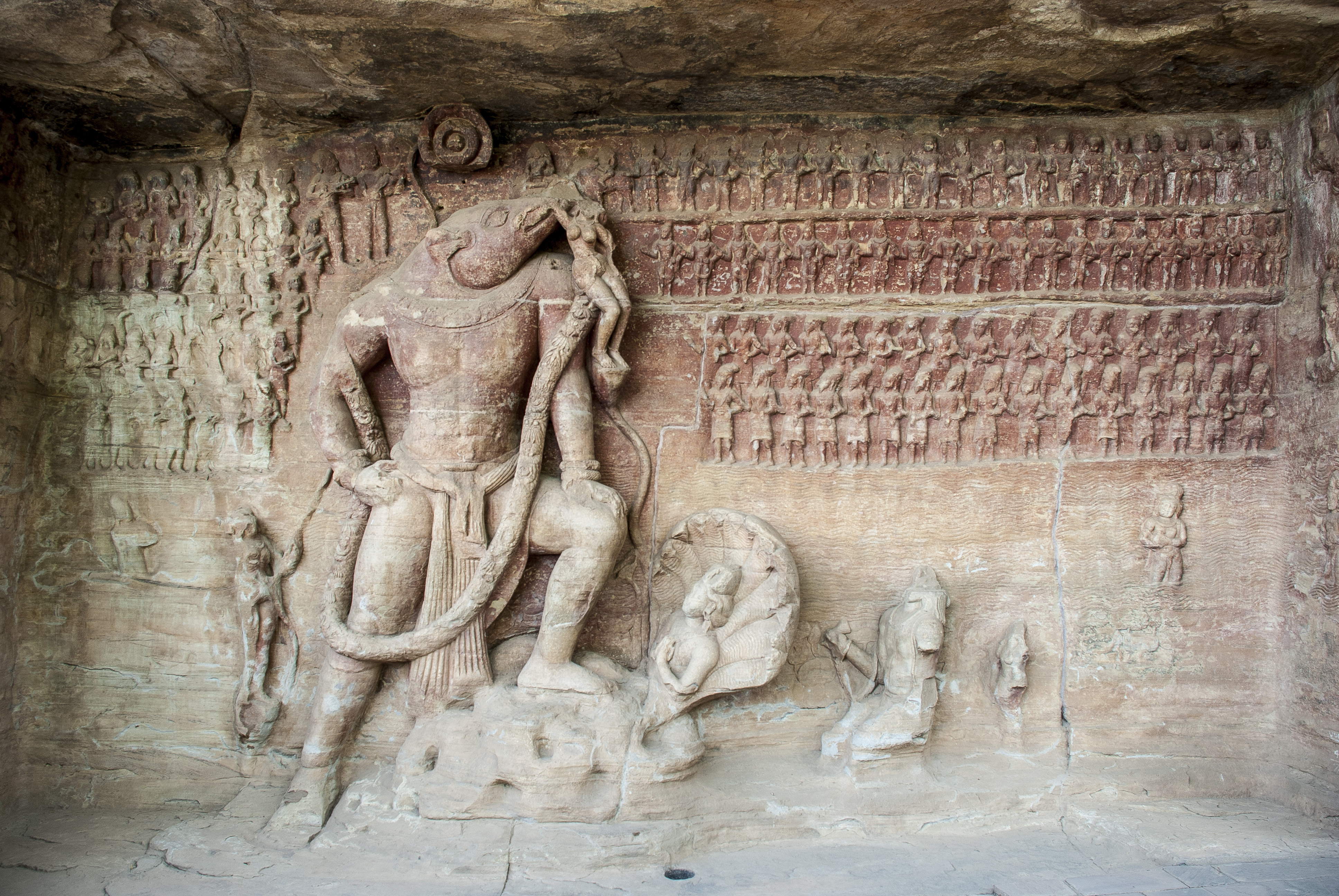
Vishnu in zijn reïncarnatie (avatar) als het everzwijn Varaha. Met zijn slagtanden redt hij de aarde, gepersonificeerd in de godin Bhudevi. Cave 5, Udayagiri, begin 5e eeuw

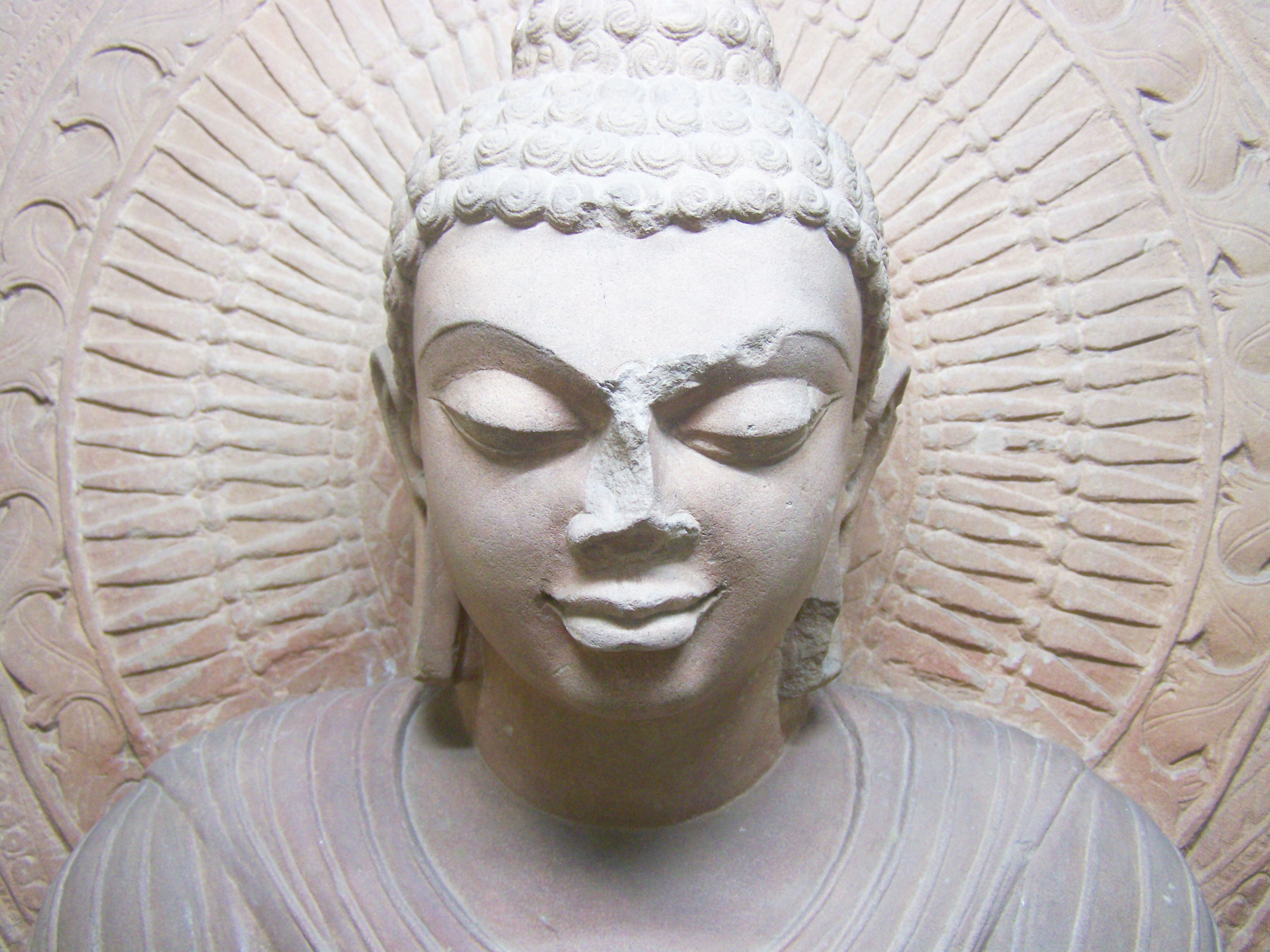
Detail van een staand Boeddhabeeld uit de 5e eeuw, Mathura. Uttar Pradesh State Museum, Lucknow

### Beeldhouwkunst
Uit de Guptaperiode zijn meer stenen beeldhouwwerken, met name sculpturen, teruggevonden dan andere kunstvormen. Opvallend is niet alleen de grote diversiteit, maar ook de hoge kwaliteit van de werken. De vroege Guptaperiode was een overgangsperiode waarin eerdere stijlen werden samengevoegd, met name uit de scholen van Mathura en Gandhara. Een voorbeeld van deze beginperiode zijn de sculpturen in de grotten van Udaygiri. In de 5e eeuw ontstond daarna de kenmerkende stijl van de eigenlijke Guptaperiode. De school van Mathura, dat sinds de Kushana's een belangrijk centrum van beeldhouwkunst was, speelde hierin een leidende rol. De lichamen worden ranker en eleganter, maar altijd binnen natuurlijke proporties. De expressie op de gezichten duidelijker, vaak met een zachte glimlach om de sereniteit en spiritualiteit te benadrukken. Een ander typische vernieuwing van de Guptaperiode is het versieren van randen, aureolen en voetstukken met patronen.
De Guptastijl bereikte zijn hoogtepunt in de eerste helft van de 5e eeuw. Rond deze tijd moet in Mathura de enige kunstenaar waarvan de naam bekend is, de beeldhouwer Dinna, gewerkt hebben. Tegelijkertijd bereikten de boeddhistische sculpturen een hoogtepunt. De school van Sarnath beeldde meer uitsluitend boeddhistische thema's uit. Deze school was minder speels maar wist in boeddhistische figuren de uitdrukking van hun spiritualiteit en afstand van het materiële te perfectioneren. Ook opmerkelijk is de harmonie die uit de lichaamsposes van de beelden spreekt en de kwaliteit van de gezichtsuitdrukkingen. Kenmerkend voor Sarnath is de introductie van een nieuwe soort gewaden die zonder plooien rond het lichaam vallen.

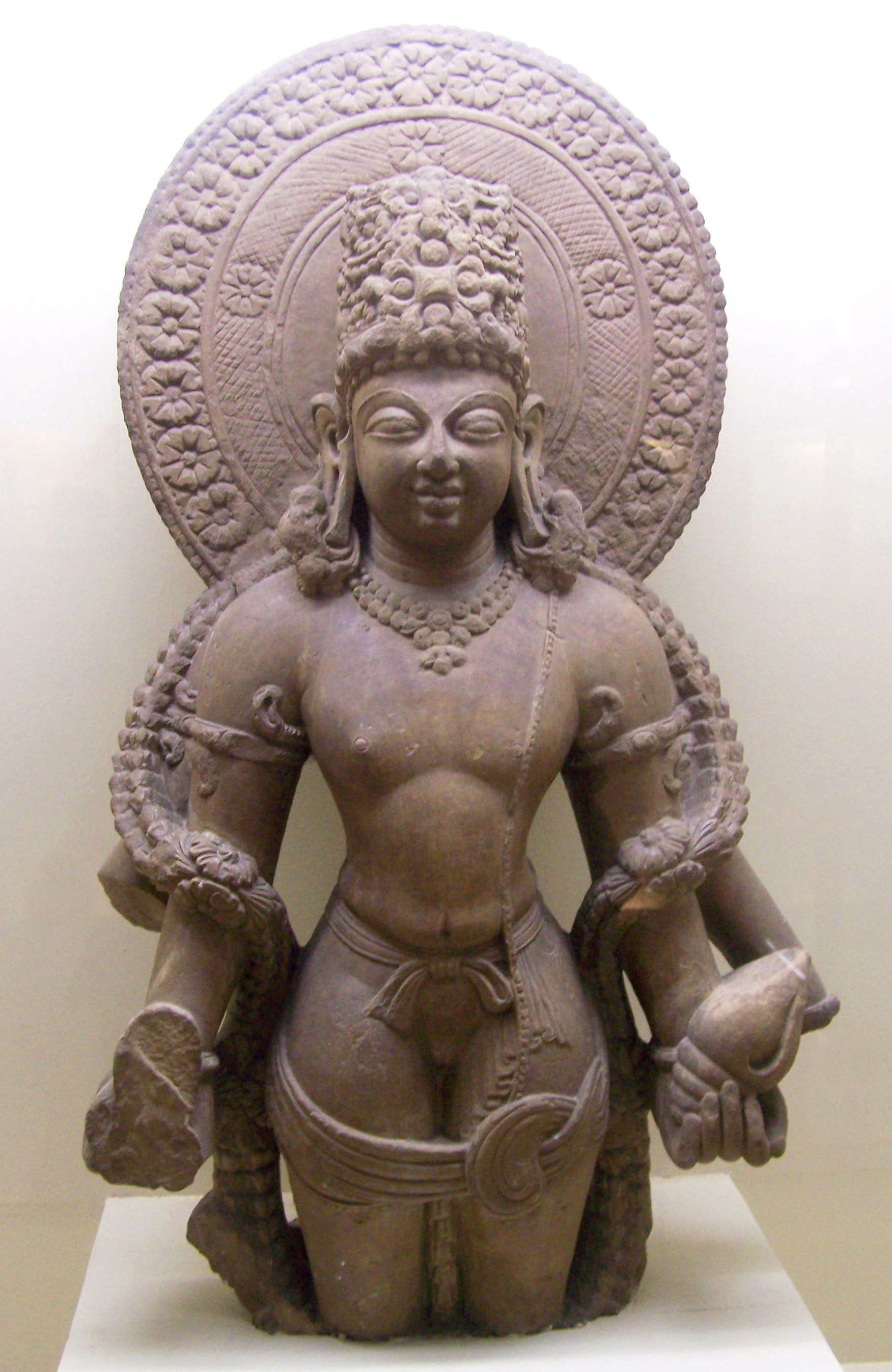
Vishnubeeld uit Mathura, 5e eeuw. Uttar Pradesh State Museum, Lucknow

Naast steen werd ook terracotta (gebakken klei) gebruikt. De terracotta beelden zijn over het algemeen minder verfijnd, maar bezitten dezelfde expressiviteit die de stenen beeldhouwkunst kenmerkt. Het zijn meestal kleine beeldjes of reliëfs die de muren van tempels en stoepa's versierden. De motieven zijn vaak religieus of mythologisch, maar er komen ook scènes uit het dagelijks leven voor.
Ook zijn ijzeren en bronzen beelden uit de Guptaperiode gevonden, waaruit blijkt dat de gietkunst zeer geavanceerd was. Een voorbeeld waaruit de grote vaardigheid van de smeden blijkt is de ijzeren pilaar van Delhi, opgericht ter ere van de overwinningen van Chandragupta II. De zes ton wegende pilaar bestaat uit 99,7% puur ijzer en heeft de eeuwen doorstaan zonder noemenswaardig te roesten. Zowel uit Sarnath als Mathura zijn metalen beelden bekend, die min of meer in dezelfde stijl dezelfde goden en boeddha's uitbeelden als de stenen beeldhouwkunst. Ook de Vakataka's maakten metalen beelden, die een enigszins afwijkende stijl hebben van de twee kunstcentra in het noorden.
De neergang van het Guptarijk in de tweede helft van de 6e eeuw ging gepaard met regionale diversificatie van de beeldhouwkunst. Lokaal ontstonden nieuwe stijlen en de esthetische kenmerken van de Guptaperiode werden verlaten. De 6e-eeuwse kunst kan de perfectie van de 5e eeuw niet benaderen, maar er kwamen veel nieuwe motieven en ideeën op, die het beginpunt voor stijlen uit latere perioden vormden.

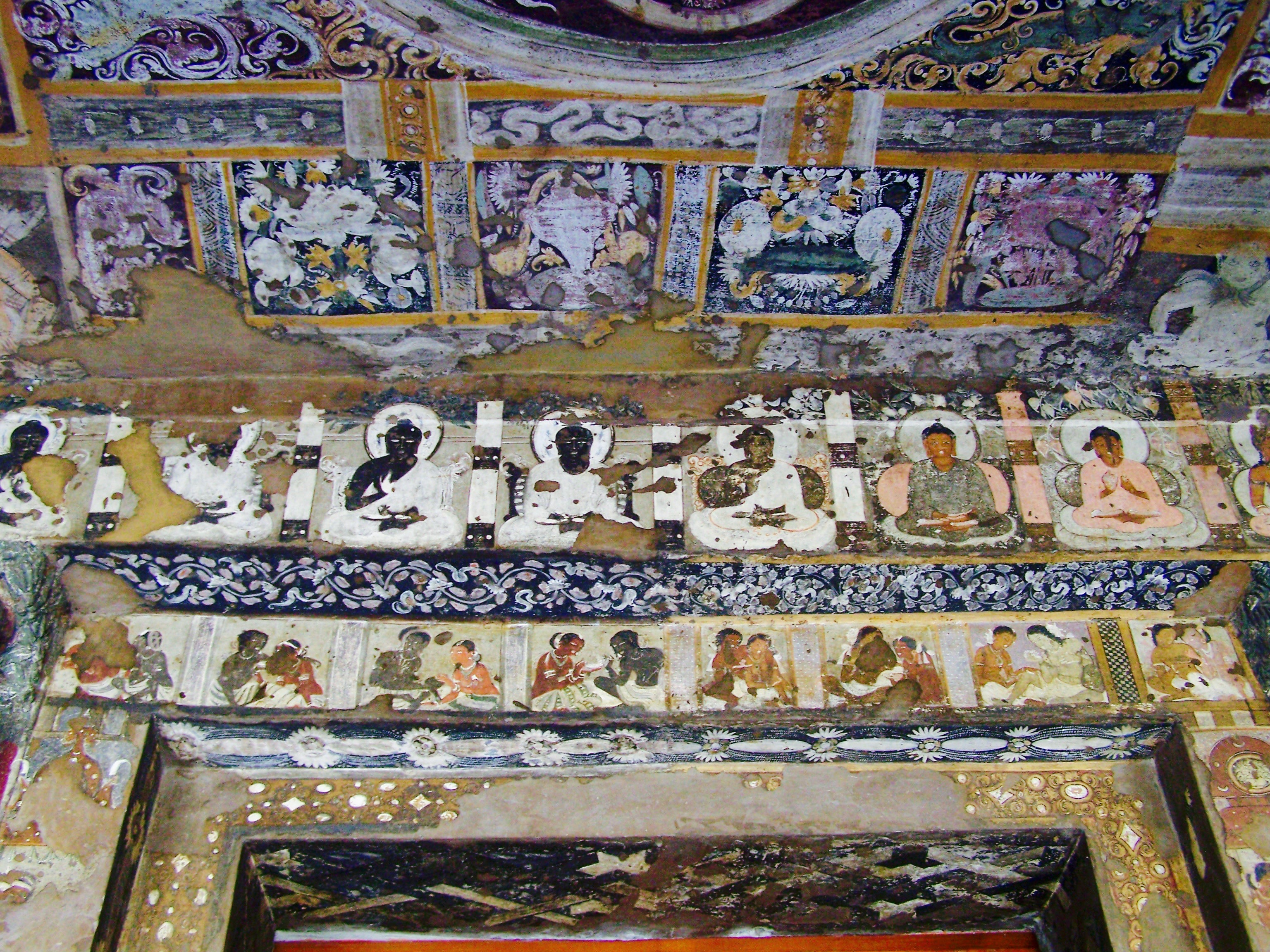
De rijk gedecoreerde toegang tot de grottempel grot 17, Ajanta. De fresco's laten rijen boeddha's, scènes uit het alledaagse leven en decoratieve patronen zien

### Schilderkunst
De muren van alle grotten van Ajanta waren oorspronkelijk bedekt met fresco's, maar er zijn slechts zes grotten waar de schilderingen bewaard zijn gebleven. De gebruikte techniek is fresco secco, waarbij op de wanden eerst een laag klei en leem aangebracht werd, die met een vlakke laag pleisterwerk werd bedekt. Pas als de pleister gedroogd was werden de fresco's aangebracht. De meeste fresco's beelden scènes uit het leven van de Boeddha of de Jatakaverhalen uit, maar er zijn ook losstaande gandharva's (natuurgeesten), yaksha's (demonen), apsara's en bodhisattva's. Als decor worden scènes uit het dagelijks leven of uit de natuur verbeeld, waarin wilde dieren als apen, olifanten of herten waarheidsgetrouw zijn afgebeeld. Het menselijk lichaam wordt in de juiste verhoudingen en in elegante houdingen afgebeeld, zoals ook in sculpturen uit de Guptaperiode gebruikelijk. De gezichten hebben fijne, amandelvormige ogen, hoge wenkbrauwen en volle lippen. Opvallend is de grote variatie in haarstijlen, kleding en sieraden, die waarschijnlijk de gebruiken van de elite van het Vakatakarijk weerspiegelt.
Het is aannemelijk dat ook andere grottempelcomplexen uit de tijd oorspronkelijk schilderingen bevatten, maar daarvan zijn slechts kleine fragmenten bewaard gebleven. Desondanks is duidelijk dat de schilderingen van Ajanta niet op zichzelf kunnen staan en er een lange traditie aan vooraf moet zijn gegaan, waarvan geen sporen overgebleven zijn.

### Literatuur

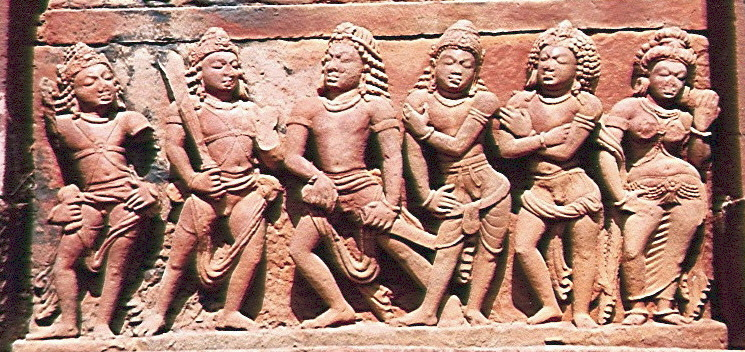
Reliëf dat de vijf Pandava's en hun gemeenschappelijke vrouw Draupadi uitbeeldt, de belangrijkste protagonisten in het epos van de Mahabharata. Deogarh, 6e eeuw

### Wetenschappelijke kennis
Wetenschappelijke kennis was in het India van de Gupta's onlosmakelijk verweven met religie en filosofie. Dergelijke kennis kon slechts vergaard worden in brahmanistische ashrams (voorbehouden aan de hogere kasten), in gemeenschappen van ascetische kluizenaars, of in de jainistische en boeddhistische kloosters. Zelfs de bekende universiteit van Nalanda was een voornamelijk religieus instituut. De studie ging uit van een sterke persoonlijke band van de leerling en de leraar (goeroe). De nadruk lag op het instuderen van heilige teksten, zoals de Veda's en Purana's. Via die weg kon men echter ook in aanraking komen met filosofische, natuurwetenschappelijke of medische kennis.

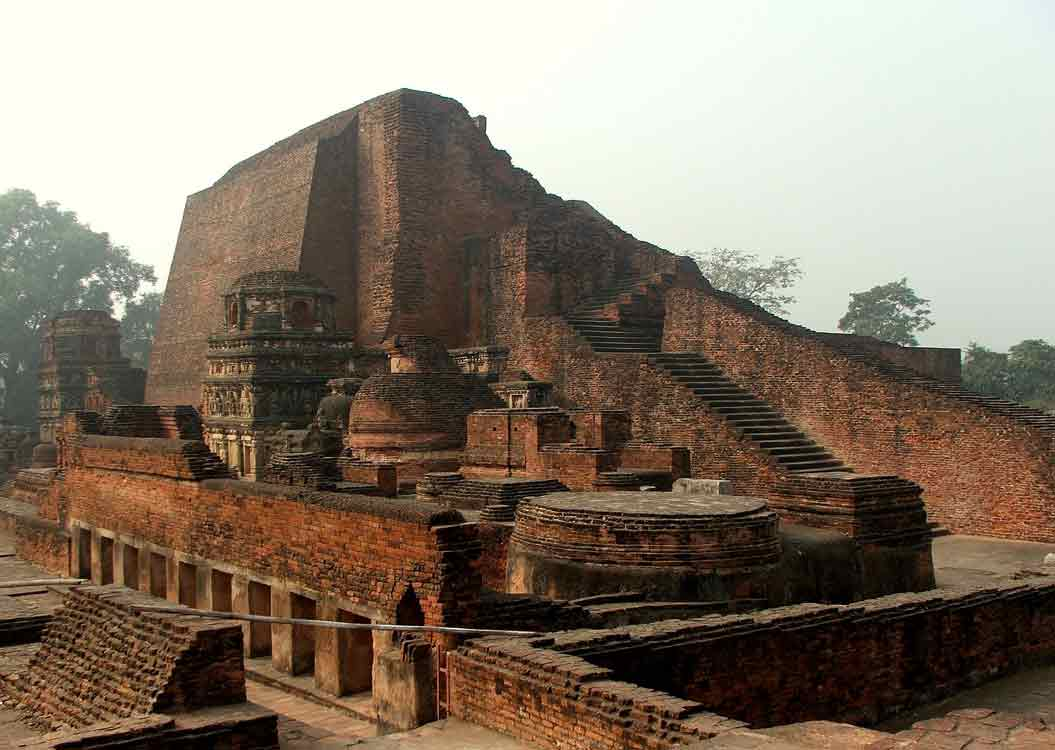
Ruïnes van de universiteit van Nalanda in Bihar. Van enkele Guptaheersers wordt aangenomen dat ze het instituut patroniseerden. Nalanda zou later, onder de Paladynastie, uitgroeien tot het belangrijkste boeddhistische leercentrum van India

Kennis van wiskunde, geneeskunst en natuurwetenschap was deels gebaseerd op het werk van de oude Grieken, waarvan de basis uit Mesopotamië kwam. De Indiase geleerden waren op de hoogte van bijvoorbeeld het werk van de Griekse astronoom Ptolemaeus. In tegenstelling tot de Grieken echter gaven de Indiase wiskundigen nooit bewijzen voor hun berekeningen of stellingen, zodat soms niet duidelijk is hoe ze tot hun ontdekkingen kwamen.
De eerste wiskundige en sterrenkundige uit India waarvan de naam bekend is was Aryabhata, die waarschijnlijk aan het einde van de 5e en begin van de 6e eeuw in Pataliputra leefde. Aryabhata ontdekte onder andere dat de Aarde rond haar as draait en zag in dat maansverduisteringen veroorzaakt worden door de schaduw van de Aarde. Hij berekende nauwkeurig de waarde van de sinus en gebruikte trigonometrie om de positie van de planeten te berekenen. Ook berekende hij het getal pi tot op vier decimalen (3,1416) en de duur van een jaar tot op zeven decimalen: 365,3586805 dagen. Aryabhata dacht overigens net als Ptolemaeus dat de Zon rond de Aarde beweegt in plaats van andersom.
Varahamihira, die in de 6e eeuw in Avanti (het westen van Malwa) leefde, deed belangrijke bijdragen aan de trigonometrie. In zijn Panchasiddhantika vatte hij de destijds in India bekende kennis van de astronomie samen, zowel uit Indiase als Griekse bronnen. De namen van de eerdere astronomen waarop hij zich baseerde zijn verloren gegaan. Een andere belangrijke sterrenkundige, Brahmagupta, leefde rond het begin van de 7e eeuw, vlak na het einde van de Guptaperiode. Hij beschreef de instrumenten en methoden waarmee de Indiase sterrenkundigen werkten. Brahmagupta was de eerste wiskundige waarvan met zekerheid bekend is dat hij het getal nul gebruikte, maar waarschijnlijk waren zijn voorgangers, waaronder Aryabhata, ook al van deze vernieuwing op de hoogte. Het werk van de Indiase wiskundigen en sterrenkundigen zou later in het Arabisch worden vertaald, en de islamitische wetenschap beïnvloeden. Via de islamitische geleerden kwam deze kennis ten slotte in het Europa van de Renaissance terecht.
De Chinese pelgrim Fa Xian roemde de ziekenhuizen die hij aantrof in India. De geneeskunst bestond mogelijk uit meerdere tradities, maar de enige medische kennis die uit de periode is overgeleverd is die uit de Ayurveda. Waar de Ayurvedische kennis op gebaseerd is, is onduidelijk, maar een afkomst uit de Veda's is zeer onwaarschijnlijk. Aannemelijker is dat de Ayurveda rond het begin van de christelijke jaartelling ontstond uit lokale tradities of kennis van boeddhistische monniken. De twee vroegste teksten uit de Ayurveda, de Charakra Samhita en Sushruta Samhita, verkregen hun definitieve vorm in de Guptaperiode. Deze werken behandelen de menselijke anatomie, de diagnose van ziekten, de bereiding van geneesmiddelen op basis van planten of mineralen, de behandeling van letsel als botbreuken en een beschrijving van chirurgische ingrepen. De medische kennis is vermengd met filosofische verhandelingen. Centraal staat de aanname dat het menselijk lichaam uit zeven soorten weefsel (dhatu's) is opgebouwd; drie vluchtige, circulerende stoffen bevat (dosha's: gas, slijm en gal) en verschillende afvalproducten aanmaakt (mala's). Ziekten worden volgens de Ayurveda veroorzaakt door de ophoping van dosha's in het lichaam, en kunnen voorkomen worden door matiging.
Opmerkelijk is ook een werk in de diergeneeskunde door de 6e-eeuwse schrijver Palakapya. Dit behandelt vooral paarden en olifanten, dieren die voor militaire doeleinden van belang waren.